# Ferrocarril en Cuba

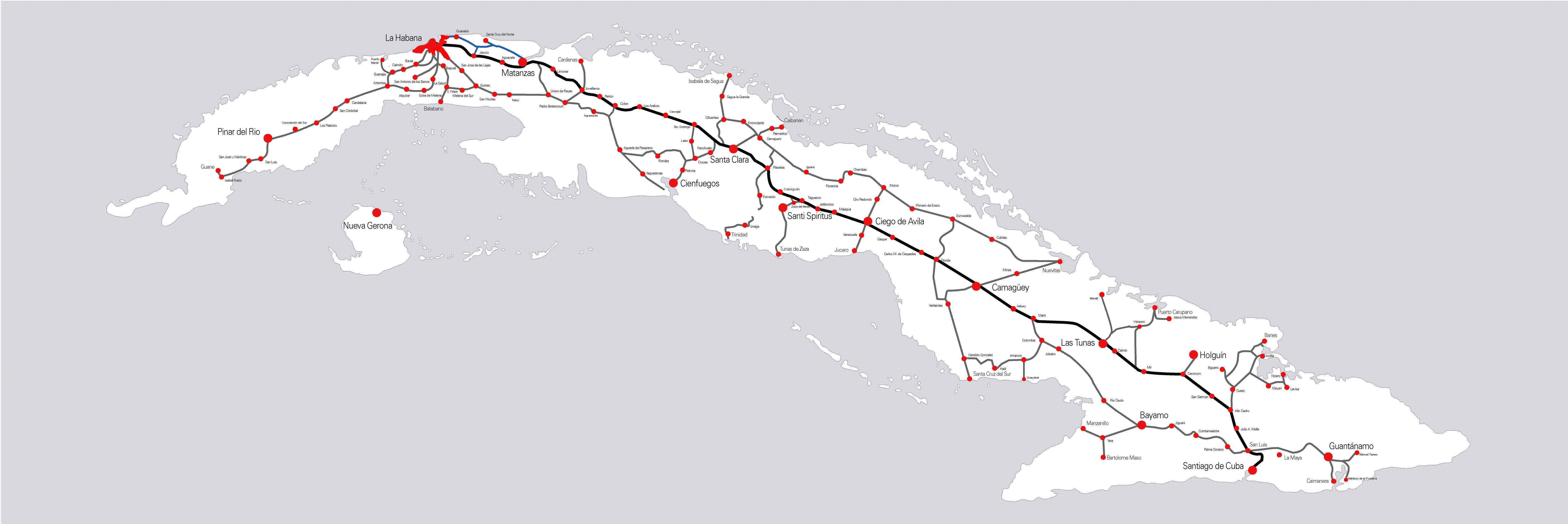
Mapa ferroviario cubano. Entre otras ciudades, como si de una espina dorsal se tratase, enlaza La Habana (al oeste) y Santiago de Cuba (al este).

Cuba cuenta con una extensa red de ferrocarriles de propiedad estatal empleados para el transporte de pasajeros y de mercancías. Los Ferrocarriles de Cuba (FC), más formalmente la Unión de Ferrocarriles de Cuba (UFC), es la empresa estatal cubana dedicada al transporte ferroviario y por extensión, la red de ferrocarriles de uso público en Cuba.

## La red
Los ferrocarriles de Cuba utilizan mayormente una trocha de 1435 mm (ancho estándar) que se extiende desde Guane (provincia de Pinar del Río), en la parte más occidental de la isla, hasta la bahía de Guantánamo en la parte oriental.

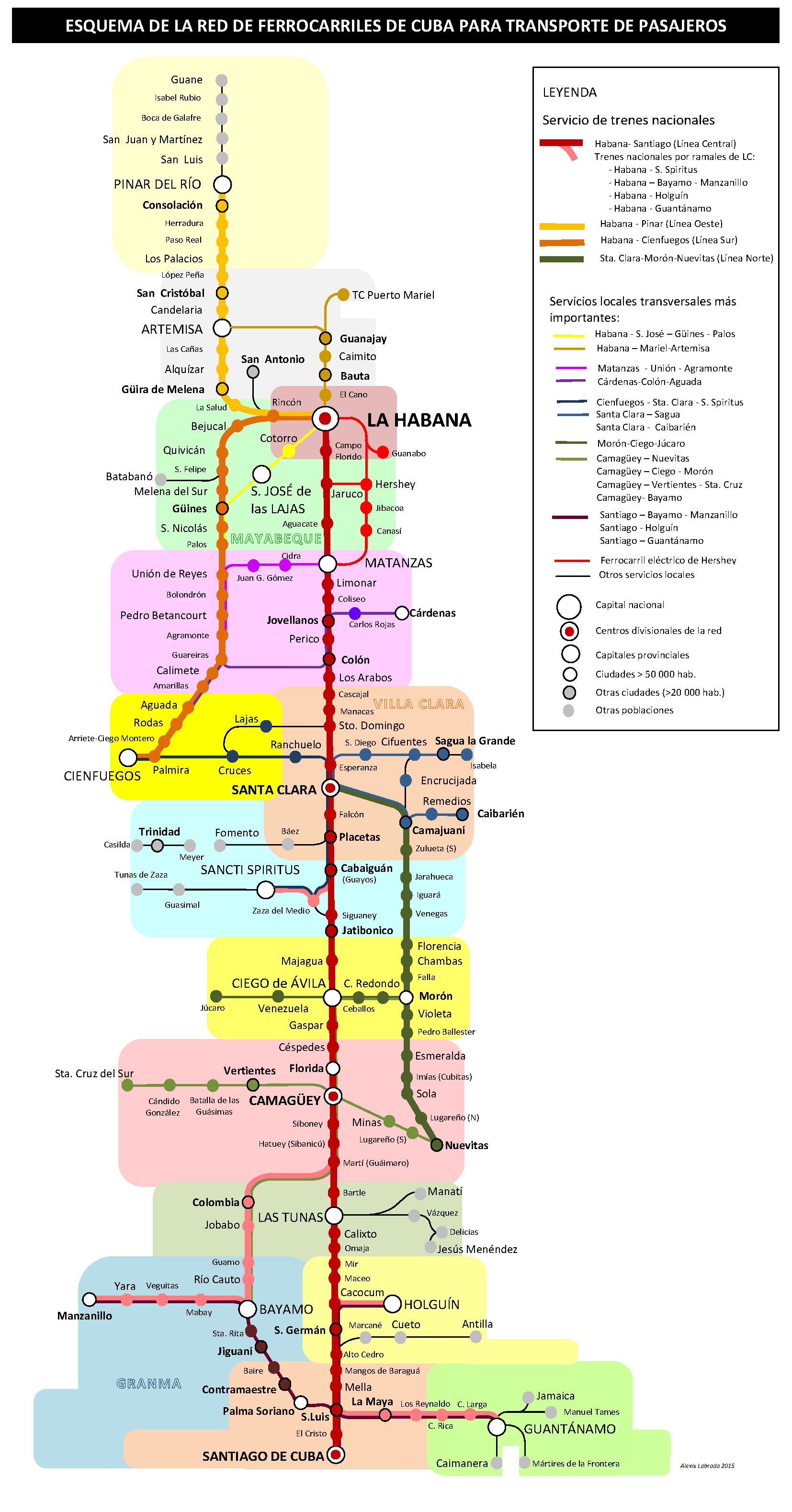
Esquema de la red de ferrocarriles de Cuba para el transporte de pasajeros.

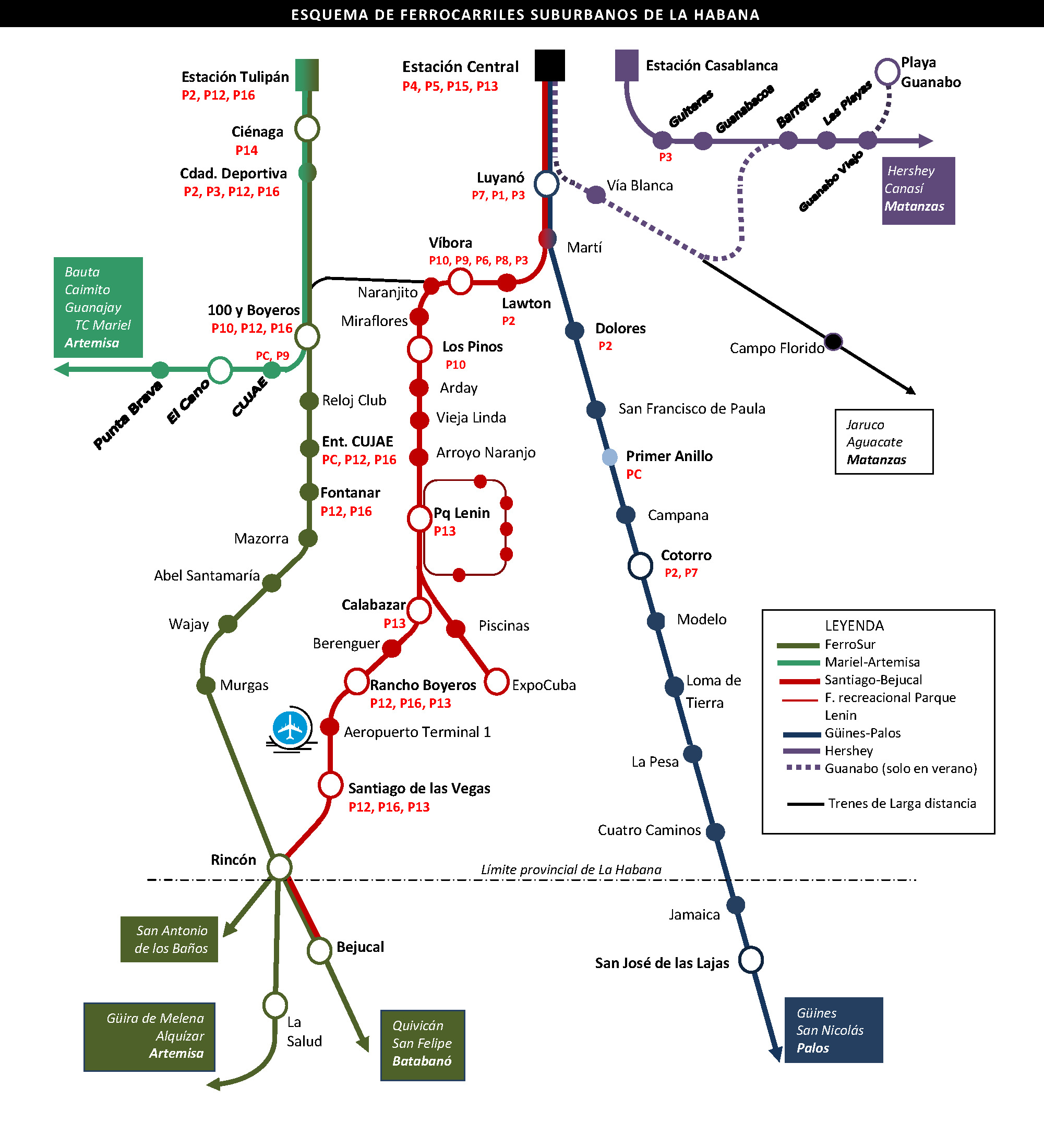
Esquema de la red de ferrocarril suburbano de transporte público en La Habana.

La red ferroviaria nacional contaba en 2010 con 8193 km de vías, de ellos, corresponden al ferrocarril de uso público: 5064 km. El resto era de uso agroindustrial (transporte de caña de azúcar para los centrales azucareros) y en otras industrias y minas. La mayoría de los 5064 kilómetros de recorrido son cubiertos con locomotoras diésel, ya que sólo 124 km se encuentran electrificados (el llamado Tren de Hershey), y el 85.6 % soporta 100 o más lbs/yarda. La red conecta a todas las cabeceras provinciales del país y a los seis puertos de primer nivel (Mariel, La Habana, Matanzas, Cienfuegos, Nuevitas y Santiago de Cuba). La densidad nacional de vías férreas es 7.31 km por cada 10 000 habitantes, y de 74.5 km por cada 10 000 km² de superficie. El sistema transporta 8 millones anuales de pasajeros y 8.5 millones de toneladas de carga, de ellos, más de 4 millones de toneladas de cargas generales transportada por la UFC y más de 2 millones de toneladas de caña, azúcar y derivados.
El parque en explotación en 2010 era de alrededor de 700 locomotoras, de ellas 283 de la UFC y el resto de los ferrocarriles azucareros. En su mayor parte son diésel, desde 2004 no se emplean locomotoras de vapor (excepto en paseos turísticos), antes, muy comunes en los centrales azucareros. Se contaba con 40 000 carros, de ellos 7508 operados por la UFC y 160 coches-motores y 780 coches de pasajeros.
En el servicio de pasajeros, el tren insignia ("No. 1"), realiza un viaje expreso entre La Habana y Santiago de Cuba por la línea central de 835 km de longitud. Otros servicios nacionales parten de La Habana hacia Pinar del Río, Cienfuegos, Sancti Spiritus, Holguín, Manzanillo y Guantánamo. La zona metropolitana de La Habana es servida por una red de trenes suburbanos.
En julio de 2019 se revitalizó el servicio de trenes nacionales de larga distancia con los siguientes itinerarios:
| Tren No | Origen/Destino           | Frecuencia | Paradas |
| ------- | ------------------------ | ---------- | --- |
| 1-2     | Habana-Santiago          | 2 días     | Jaruco, Matanzas, Santa Clara, Guayos, Ciego de Ávila, Camagüey, Las Tunas, Combinado San Luis                                                                 |
| 3-4     | Habana-Guantánamo        | 3 días     | Jaruco, Matanzas, Santa Clara, Guayos, Ciego de Ávila, Camagüey, Las Tunas, Cacocum, Combinado San Luis, Reynaldo Brooks (La Maya), Costa Rica                 |
| 5-6     | Habana-Holguín           | 3 días     | Jaruco, Matanzas, Colón, Santa Clara, Guayos, Ciego de Ávila, Florida, Camagüey, Las Tunas, Mir, Cacocum                                                       |
| 7-8     | Habana-Bayamo-Manzanillo | 3 días     | Jaruco, Matanzas, Jovellanos, Santa Clara, Guayos, Ciego de Ávila, Florida, Camagüey, Martí, Colombia, Jobabo, Guamo, Río Cauto, Bayamo, Mabay, Veguitas, Yara |

## Historia

### Surgimiento del ferrocarril y desarrollo en la etapa colonial

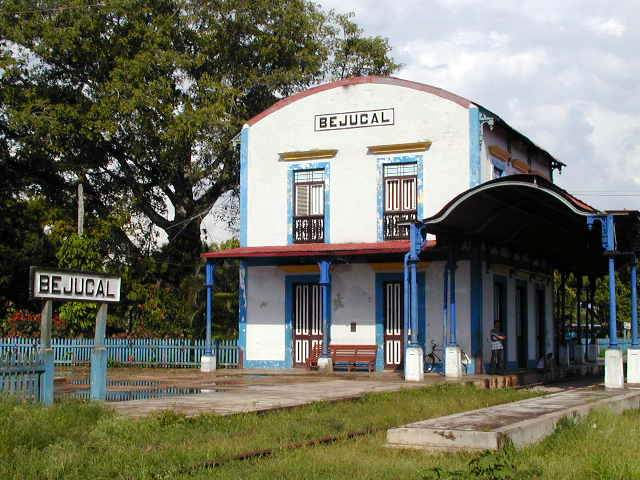
Estación de Ferrocarril de Bejucal, terminal del primer ferrocarril cubano en 1837

La historia ferroviaria de Cuba comenzó en 1830, siendo una capitanía general española, cuando el gobernador general de Cuba, Francisco Dionisio Vives crea la Junta de Caminos de Hierro para estudiar la construcción del Ferrocarril La Habana-Bejucal-Güines. En diciembre de ese año el proyecto se paraliza y es retomado en 1832 cuando el habanero Claudio Martínez de Pinillos, conde de Villanueva, es nombrado presidente de la Real Junta de Fomento de La Habana. El conde de Villanueva gestiona ante la Corona española y obtiene el 12 de octubre de 1834, la autorización de la reina de España Isabel II, para construir la primera línea de La Habana a Bejucal. La Real Junta de Fomento llevaría a cabo la construcción del ferrocarril consiguiendo un empréstito de 2 millones de pesos negociado en Inglaterra. La obra tuvo al norteamericano Alfred Kruger, como ingeniero principal.
El primer tren que se deslizó por las paralelas de hierro salió del Taller de Ciénaga en La Habana, en un viaje de prueba, el 13 de noviembre de 1837. Arribó a Bejucal a las 10:18 a. m.. Esa prueba la publicó el Diario de la Marina, el 18 de noviembre de 1837. El 19 de noviembre de 1837, en homenaje al santo de la Reina Isabel II, se inauguró este primer tramo de 27,5 km, solemnemente por la Junta de Fomento. Ese día a las 8:00 a. m., salió el primer tren en dirección a Bejucal. Con su partida, Cuba se convertía en el séptimo lugar del mundo en disponer de esa vía de transporte, solo 12 años después del primer servicio de ferrocarril público inglés, siendo la primera provincia española. La España peninsular contaría con este medio de transporte únicamente a partir de 1848. Sería el primer ferrocarril en América Latina y el segundo país en el continente americano, solo después de Estados Unidos.

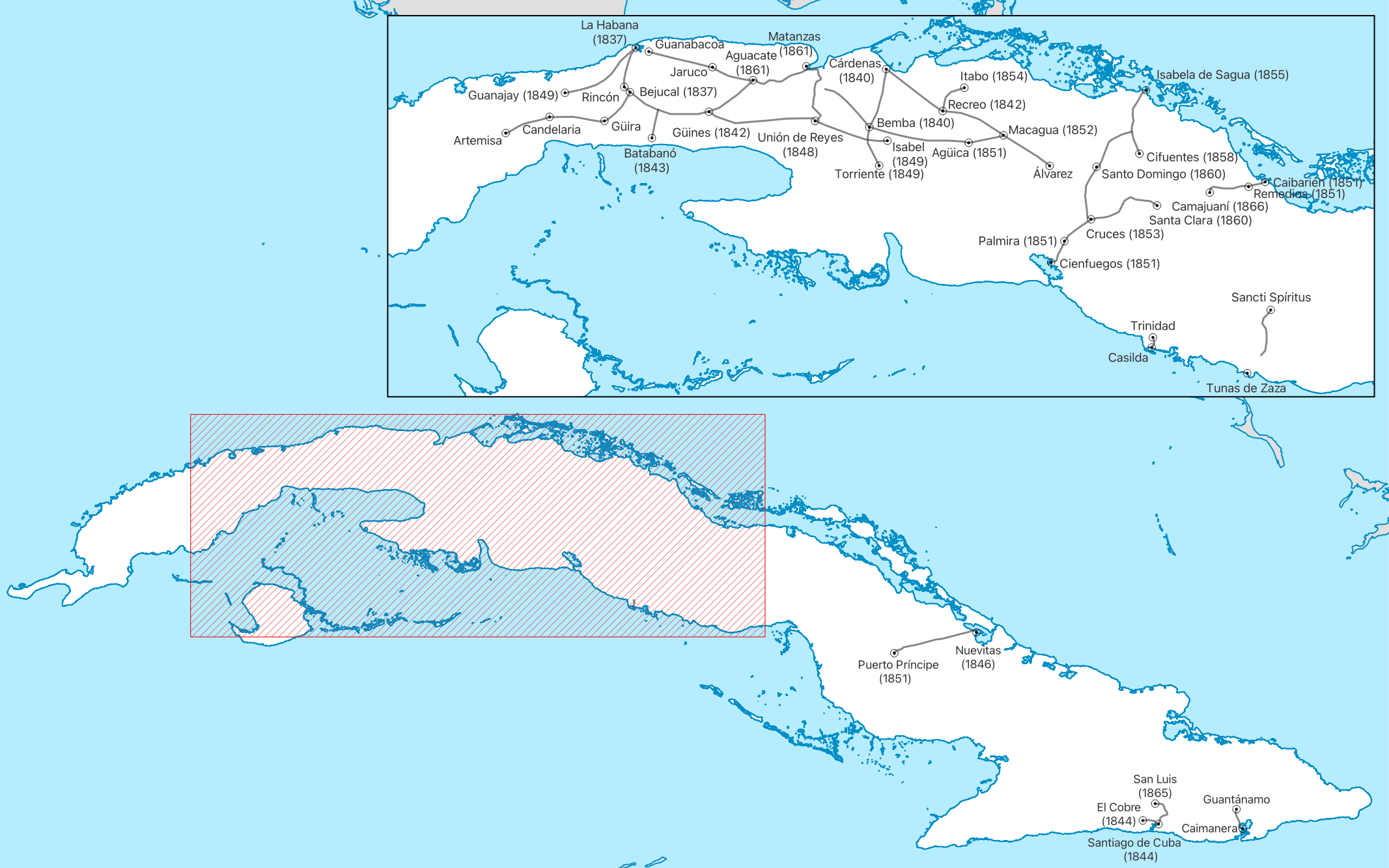
Red ferroviaria de Cuba hasta 1868, antes de la Guerra de los Diez Años.

A fines de 1839, el ferrocarril habanero fue completado con otros 44,5 km, alcanzando su destino proyectado, la ciudad de Güines, entonces cabecera de una rica comarca agrícola y azucarera al sureste de La Habana.
El desarrollo de los ferrocarriles en Cuba tuvo como motor a la industria azucarera, la cual necesitaba un medio de transporte eficaz para el traslado del azúcar y las mieles hacia los puertos para su exportación. En consecuencia, primaron los intereses privados locales en su estadio inicial de desarrollo. Además de la red de La Habana, se desarrollaron impetuosamente redes ferroviarias locales partiendo de Matanzas, Cárdenas, Cienfuegos, Caibarién y Sagua La Grande, en el occidente y centro de la isla, o sea, donde se concentraba la producción azucarera.

#### Desarrollo de la red en el occidente

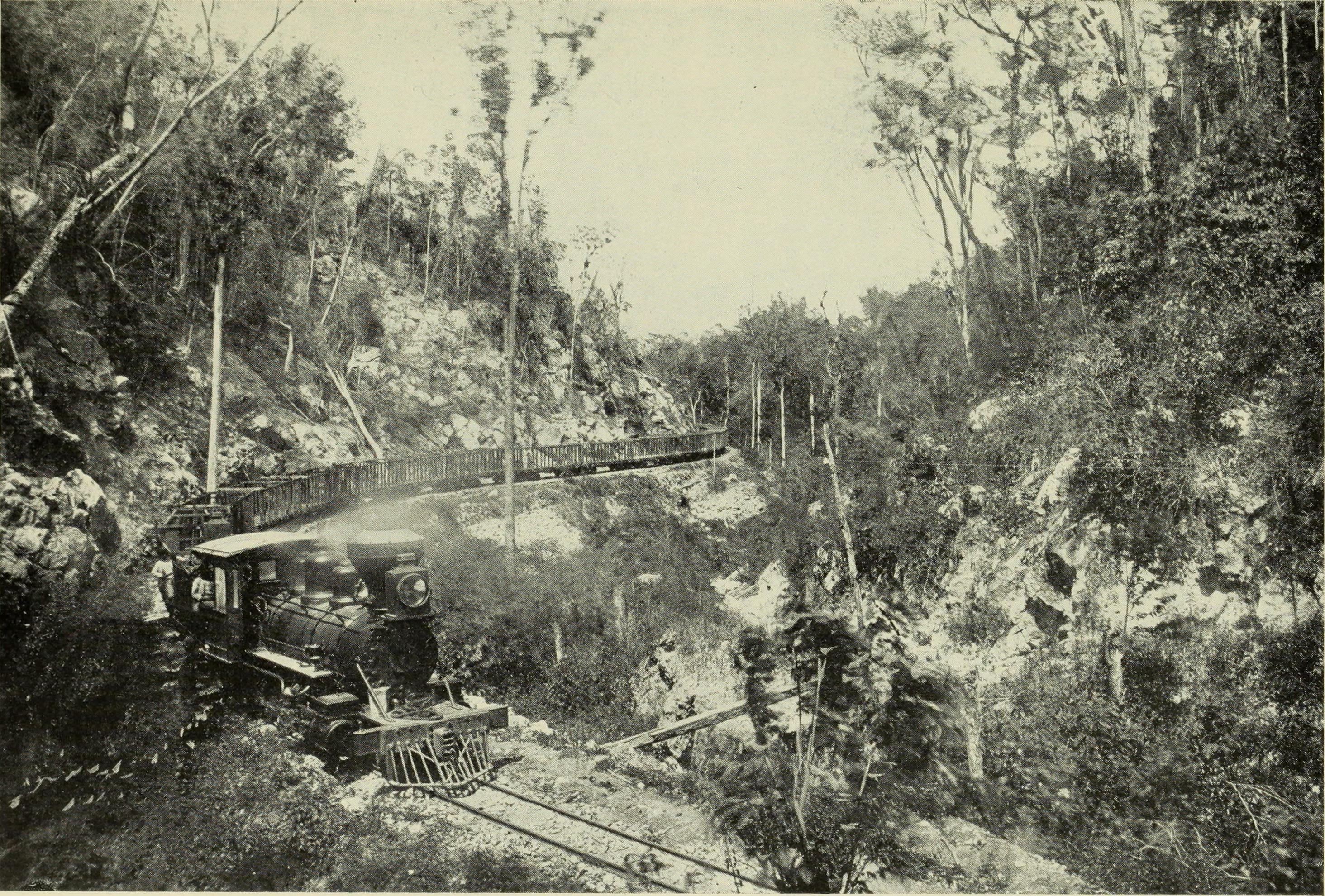
Curva en el ferrocarril de Yaguajay (c. 1896)

En 1842, la primera línea La Habana-Güines fue puesta en subasta pública y adjudicada a la Compañía Caminos de Hierro de La Habana. En diciembre de 1843 esta empresa puso en funcionamiento un ramal entre San Felipe y Batabanó, conectando así a La Habana con este puerto de la costa sur, empleado entonces para la comunicación marítima con el oriente y occidente de la isla. Posteriormente se fueron añadiendo nuevas extensiones. En un período de 15 años se construyeron unos 100 km de vías férreas. La red se extendió hasta San Antonio de los Baños (diciembre de 1844) y Guanajay (1849) hacia al oeste, y hasta Unión de Reyes en el este (1848), entroncando allí con el Ferrocarril de Matanzas, lo cual hizo posible por primera vez la comunicación ferroviaria entre ambas ciudades, aunque dando un largo rodeo por el sur. La conexión con Matanzas mejoraría años después con la construcción de un ramal directo entre Güines y esa ciudad en 1861.
Cárdenas fue la segunda ciudad que contó con ferrocarril después de La Habana, con la apertura de su primera línea que llegó en diciembre de 1840 hasta Jovellanos (entonces llamado Bemba). Esta red se fue extendiendo paulatinamente hacia el sur, alcanzando Navajas en 1849, y hacia el sureste, llegando a Colón en 1851 y a Los Arabos (Macagua) en 1852. El trazado entre Jovellanos y Los Arabos forma parte hoy del Ferrocarril Central de Cuba. 
En 1842 se abre el primer tramo del Ferrocarril del Júcaro (un embarcadero situado en la misma bahía de Cárdenas, unos kilómetros al este de dicha ciudad, actualmente desaparecido), hasta Recreo (hoy Máximo Gómez). En 1843 se enlazan las redes de la compañía Ferrocarril de Cárdenas con la del Ferrocarril del Júcaro. Pocos años después (en 1853) se funden ambas compañías en el Ferrocarril de Cárdenas y Júcaro, cuya red conjunta se extendió hasta Itabo (Martí) en 1854, Calimete (1871), Macagua vía Banagüises (1884), Aguada de Pasajeros (1885) y Yaguaramas (1888), cubriendo la mitad oriental de la actual Provincia de Matanzas y el suroeste de Las Villas.
Por otra parte, la red que partía del puerto de Matanzas se desarrolló primero hacia el sur (hacia la llamada llanura roja) y después también hacia el sureste, en estrecha competencia con su rival de Cárdenas. Su primera línea hasta Sabanilla (actual Juan Gualberto Gómez) se inauguró completamente en 1845 con un primer tramo hasta Guanábana en 1843. En 1848 se prolonga hasta Unión de Reyes donde enlazó con el ferrocarril de La Habana. Siguiendo hacia el este, llega a Navajas (Pedro Betancourt) en 1849 donde entronca con el Ferrocarril de Cárdenas, se unen así las tres redes primigenias. Continúa en esa dirección y alcanza Agramonte (en 1864), Guareiras (1870) y Colón (en 1872); aquí empalma nuevamente con el Ferrocarril de Cárdenas y Júcaro. Desde Guareiras se extendió un ramal hacia el sureste hasta cruzar el río Hanábana, hasta el poblado de Esles en las cercanías de Rodas en Las Villas (en 1886). Un ramal al sur, partiendo de Navajas alcanzó Jagüey Grande en 1878, el cual fue demolido en los años 1970. Otra línea partiendo de Guanábana es construida hasta Coliseo adonde arriba en 1848 (La compañía, independiente del Ferrocarril de Matanzas, es llamada Ferrocarril de Coliseo). La misma es prolongada hasta Jovellanos en 1859 donde empalma con el ferrocarril de Cárdenas.

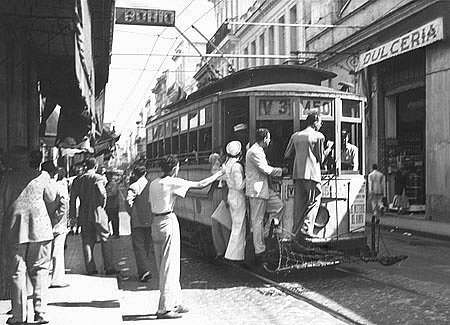
Tranvía en La Habana en 1952

Paralelamente continuó la ampliación de la red habanera. La ciudad tuvo su primer tranvía (denominado Ferrocarril Urbano de La Habana con tracción a vapor), el 3 de febrero de 1858. La red de tranvías habanera es electrificada ya en 1901. En 1861 se inaugura el Ferrocarril del Oeste que tenía la intención de llegar hasta Pinar del Río. Su primer tramo alcanzó Calabazar y Santiago de las Vegas en 1861, Alquízar en 1863 y Artemisa en 1864. Sin embargo, tardaría varios años en avanzar más allá de Candelaria (1866) y San Cristóbal (1871), alcanzando su destino final, Pinar del Río, solo en 1894.
En 1863 se funda el ferrocarril de Marianao, de carácter más bien urbano y suburbano. Al inicio abarcaría una red de 12 km y tendría una influencia importante en la expansión del conglomerado urbano habanero hacia el oeste.
Desde 1853 data la idea de un ferrocarril central que alcanzara toda la extensión de la isla desde La Habana hasta Santiago de Cuba. Con esa intención surge el llamado entonces, Ferrocarril de la Bahía de La Habana, con terminal en Regla, que en su primera etapa se propuso alcanzar Matanzas en línea directa, atravesando las zonas de relieve difícil de las Alturas Habana-Matanzas. El primer tramo llega a Jaruco en 1860 y empalma con el ferrocarril Matanzas-Güines cerca de Ceiba Mocha en 1862. El primer tren entre Regla y Matanzas arriba a su destino en mayo de 1863. Más allá de Matanzas la empresa adquirió el Ferrocarril de Coliseo que había sido completado hasta Jovellanos en 1859. De Jovellanos hacia el este se empleaba la línea del Ferrocarril de Cárdenas hasta Los Arabos. La extensión de Los Arabos hasta Santo Domingo, concedida a los Ferrocarril de Cárdenas y Júcaro, se completó en 1869, empalmando así con el Ferrocarril de Sagua la Grande, lo cual hizo posible, por primera vez, la comunicación ferroviaria entre el occidente y el centro de la isla, hasta las ciudades de Santa Clara y Cienfuegos, a través de Cruces. Solo años después en 1885, se completaría el tramo directo entre Santo Domingo y La Esperanza con un puente sobre el río Sagua La Grande, el cual se corresponde con el actual trazado de la línea central en el acceso a Santa Clara.

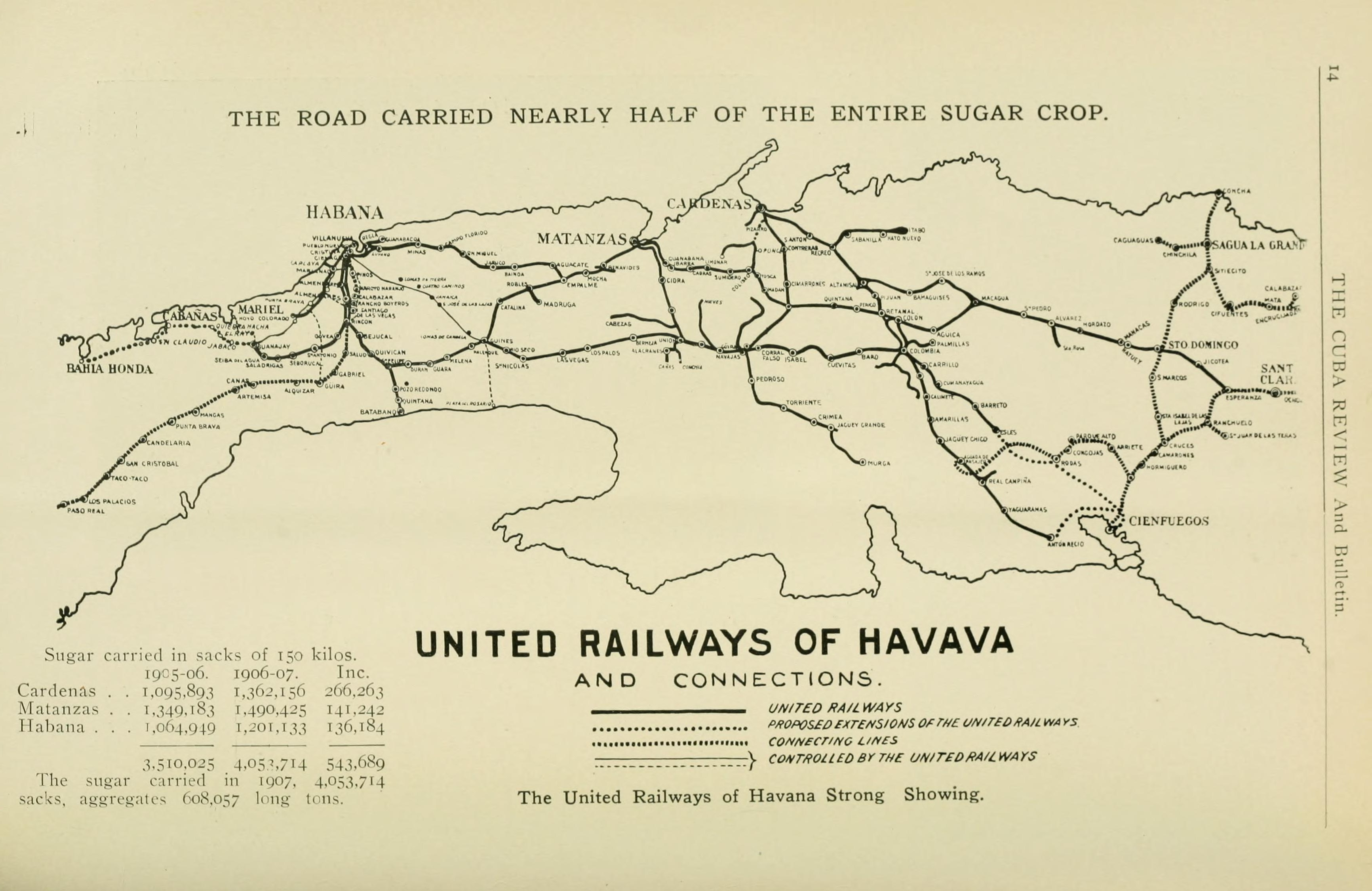
La red de los Ferrocarriles Unidos de La Habana en la mitad occidental (1906)

En 1869 las empresas "Compañia de Caminos de Hierro de La Habana" y "Ferrocarriles de la Bahia de La Habana" se funden con el nombre: Ferrocarriles Unidos de La Habana. Físicamente, las redes se unen en La Habana solo en 1890 cuando se construye un ramal desde Ciénaga a Regla. Hacia 1892 la compañía Ferrocarriles Unidos de La Habana, adquirida por capital inglés, había absorbido todas las empresas de ferrocarriles basadas en La Habana, excepto el Ferrocarril del Oeste.

#### En el centro de la isla
En la parte central de Cuba, el ferrocarril se desarrolló a partir de las villas de Cienfuegos, San Juan de los Remedios y Sagua la Grande. 
En 1851 la primera línea unió el puerto de Cienfuegos, en el sur, con Palmira; alcanzó Cruces en 1853, Ranchuelo en 1856 y llegó hasta Santa Clara (entonces Villa Clara) en 1860. Esa compañía se llamó Ferrocarril de Cienfuegos y Villa Clara.
El ferrocarril de Remedios se inauguró en 1851 entre esa villa y el puerto de Caibarién en la costa norte. Posteriormente se prolongó hacia el suroeste, hasta Camajuaní en 1866, y hasta San Andrés en las cercanías de Placetas en 1871. El nodo central de esta red se fue desplazando hacia el puerto de Caibarién, culminando este proceso con la construcción del ferrocarril de vía estrecha de Caibarién-Zulueta-Placetas (1878). En 1894 las Empresas "Ferrocarril de Caibarién a Remedios" y "Ferrocarril de Caibarién a Placetas" se fusionan con el nombre "Empresa Unida de los Ferrocarriles de Caibarién". La compañía tendría el propósito de alcanzar la villa de Sancti Spiritus, e incluso llevaría ese nombre: Ferrocarril de Caibarién y Sancti Spiritus, sin embargo, nunca llegó a lograrlo.
La mayor red, en cuanto a longitud de sus vías, en la zona central de Cuba se desarrollaría en Sagua La Grande. El primer tramo de vía ancha se fundó en 1855 entre el puerto de Isabela (estación Concha) y la villa de Sagua. Esta red alcanzó Cifuentes en 1858, y Santo Domingo y Cruces en 1860, logrando así empalmar con el Ferrocarril de Cienfuegos. De esa forma se logró por primera vez conexión entre la costa norte y sur en el centro del país. Años después se construiría un ramal hacia el este a través de Encrucijada que alcanzó Camajuaní en 1890 conectando con el Ferrocarril de Caibarién, uniendo así las tres redes del centro del país. 
En 1899 las tres compañías del centro se fusionaron en la “Cuban Central Railway” de capital inglés, cuya sede central radicó en Sagua la Grande.

#### En la mitad oriental
En contraste con el occidente y centro, la mitad oriental de la isla, al este de Santa Clara y Caibarién, tuvo un desarrollo escaso del ferrocarril antes de 1898. Factores como la menor densidad poblacional, la geografía, el escaso desarrollo de la industria azucarera y la primera guerra por la independencia cubana (1868-1878), lo impidieron. Las vías férreas que se construyeron en ese período tuvieron un alcance muy limitado conectando las villas del interior con sus respectivos puertos o atendiendo la zona de influencia inmediata de estos.
El segundo ferrocarril que obtuvo la concesión para su construcción en Cuba fue el de Camagüey (entonces llamado Puerto Príncipe) al puerto de Nuevitas, en la costa norte, hecho que sucedió en 10 de enero de 1837. La construcción de este ferrocarril fue iniciada en 1836 por Gaspar Betancourt Cisneros, el Lugareño con una extensión proyectada de 72 km. Su primer tramo en las cercanías de Nuevitas se terminó en 1846; sin embargo, su conclusión hasta Puerto Príncipe demoraría 5 años más, hasta 1851.
Partiendo de la Bahía de Santiago de Cuba (Punta de Sal), se construyó en 1844 un ferrocarril de vía estrecha hasta las minas de El Cobre, que sería el más antiguo de esa región. Esta obra de propósito industrial, erigida en una geografía difícil, tuvo como artífice al ingeniero francés Julio Sagebién, quién también tendría un papel importante en el ferrocarril de Cienfuegos, en el de Guantánamo y en el del Oeste en La Habana. La vía desaparecería decenios después. 
Posteriormente, en 1859 se iniciaba la construcción del primer ferrocarril que escalaba la Sierra Maestra, desde Santiago, hasta el valle central de Oriente (llamado Ferrocarril de Maroto y Sabanilla), alcanzando San Luis, Alto Songo y Ponupo (La Maya) en 1865 y facilitando así el acceso desde la capital oriental hacia el interior de la isla. La línea de trocha ancha de 1.435 metros partía desde la bahía de Santiago de Cuba. En el Paseo de Martí estaba la estación ferroviaria, cerca de donde hoy día se encuentra la estación General Senén Casas Regueiro; la línea se dirigía al norte y atravesaba el Reparto Marimón, luego llegaba hasta Boniato y de ahí avanzaba hacia el este y luego al norte hasta llegar a El Cristo, de ahí a Dos Caminos y San Luis. Ya en el siglo XX esta línea se extendió hacia el norte como parte del Ferrocarril de Cuba y se convirtió en la llamada actualmente "línea central". El ramal de El Cristo a Alto Songo y La Maya fue abandonado en los años 1970.
Trinidad, en el centro sur de la isla tendría su ferrocarril en 1856, enlazando la villa con su cercano puerto de Casilda y con el Valle de los Ingenios. Los hacendados promotores de esta línea se proponían extenderla hasta la vecina Sancti Spiritus, algo que no sucedería. En su lugar, desde Sancti Spíritus se prefirió extender una línea hacia el puerto sureño de Tunas de Zaza, la cual entró en explotación en 1864. También entre Guantánamo y el puerto de Caimanera, en el oriente, se construiría un corto ferrocarril en 1858, que después se extendería hacia todo el valle de Guantánamo.

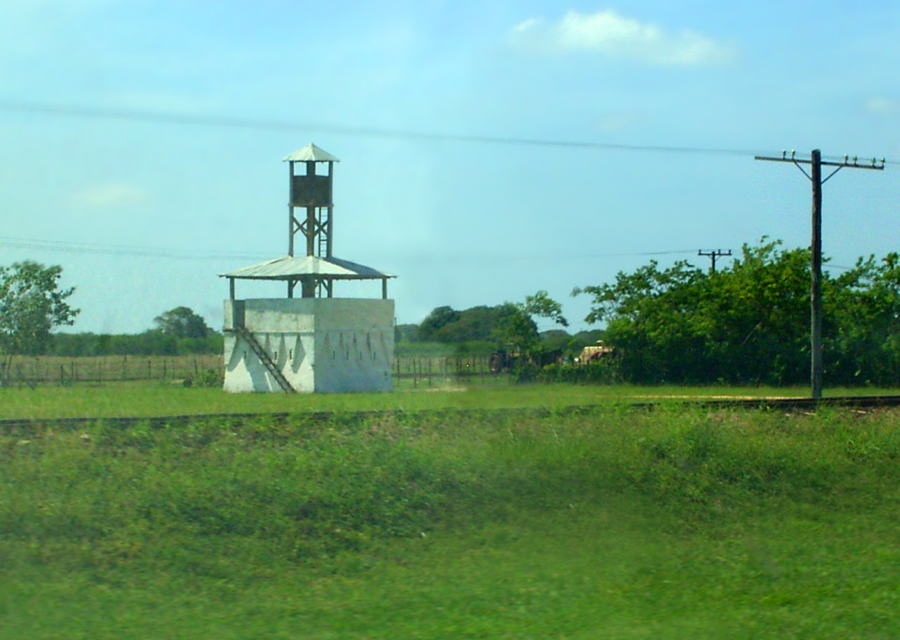
Fortín reconstruido de la Trocha Júcaro-Morón junto a la línea del Ferrocarril

Un caso muy particular lo constituye el llamado Ferrocarril de la Trocha Júcaro-Morón, de uso militar en esa barrera defensiva construida por los españoles durante la guerra de los Diez Años para contener el avance de las tropas independentistas cubanas hacia el occidente. Su primer tramo que partía del puerto sureño de Júcaro se extendía en 1871 solo por escasos kilómetros. Este ferrocarril fue abandonado después del fin de la guerra en 1878 y reconstruido y completado hasta San Fernando en la Laguna de la Leche en 1897, durante la Guerra del 95. Esta línea se abre al servicio público en 1905.

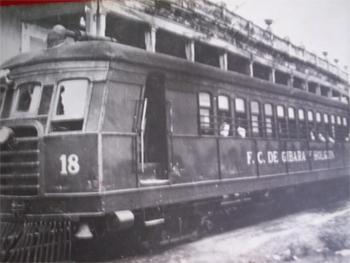
Ferrocarril de Holguín a Gibara cerca de 1960

Tardíamente surge el ferrocarril en Holguín, conectando esta villa con el puerto de Gibara en 1885. El Ferrocarril de Gibara a Holguín, de trocha estrecha funcionaría hasta 1958. También en los alrededores de la villa de Banes (actual provincia de Holguín) hasta su embarcadero funcionó el ferrocarril de los hermanos Dumois, a partir de 1888. En 1887 los hermanos Hipólito y Alfredo Dumois de origen francés habían fundado el pueblo de Banes y fomentaron la producción de bananas y caña de azúcar, que se exportaban a través del Embarcadero de Banes. Esta vía de trocha ancha de 1.435 metros, tenía por objetivo transportar productos agrícolas y de la industria azucarera y como medio de transporte público.

### El ferrocarril durante la intervención norteamericana y la etapa republicana

#### La gran expansión
Al ocurrir la primera intervención estadounidense en Cuba, una vez concluida la Guerra hispano-estadounidense, existía un gran contraste entre la economía y población de la mitad occidental de la isla y la oriental. La escasa y desarticulada red de ferrocarriles en esa parte de la isla reflejaba esta contradicción. Al canadiense William van Horne, constructor el ferrocarril trans-oceánico en ese país,  se le atribuye el papel de principal promotor de la que sería la obra más notable en el desarrollo del ferrocarril cubano en el siglo XX: el llamado Ferrocarril de Cuba (Cuba Railroad) uniendo Santa Clara con Santiago de Cuba con un trazado de 573 km que seguía mayormente el eje longitudinal o espinazo de la isla. La obra fue ejecutada en tiempo récord entre 1898 y 1902 con capital estadounidense, bajo el gobierno interventor, avanzando en cuatro frentes, desde Santa Clara en el oeste y San Luis en el este y en dos puntos intermedios: Camagüey y Ciego de Ávila. Para llegar a Santiago desde San Luis, la empresa adquirió el Ferrocarril de Maroto y Sabanilla. El Ferrocarril de Cuba quedó inaugurado oficialmente el 22 de noviembre de 1902 por el presidente Tomás Estrada Palma. En mayo de ese año Cuba había adquirido la independencia formal de los Estados Unidos y se iniciaba el período republicano. El 15 de noviembre de 1903 arriba el primer tren de viajeros directo desde La Habana a Santiago de Cuba que realiza el viaje en 25 horas empleando las redes de cuatro compañías diferentes: Ferrocarriles Unidos de La Habana entre la capital y Jovellanos, Ferrocarril de Cárdenas y Júcaro entre Jovellanos y Esperanza, The Cuban Central Railway, entre Esperanza y Santa Clara y Ferrocarril de Cuba entre Santa Clara y Santiago.
El Ferrocarril de Cuba, que tenía sus oficinas centrales y talleres en la ciudad de Camagüey, fue completado con varios ramales y articuló en una sola red las vías locales existentes en la mitad este de la isla, alcanzando en 1911, 935 km de longitud. Así, el ferrocarril de Sancti Spiritus fue conectado en 1903 con un ramal que parte de Zaza del Medio. Holguín fue alcanzado por un ramal desde Cacocum en 1906. Un extenso ramal de 280 km, paralelo a la línea central al sur de ésta, fue construido entre 1908 y 1911, partiendo de Martí (Imar) en Camagüey, por el valle del Cauto, hasta Bayamo y después por el valle central de Oriente y Palma Soriano, hasta entroncar con la línea central nuevamente en San Luis. De Bayamo se construiría en 1911 una línea hacia el oeste hasta la ciudad y puerto de Manzanillo.
La terminal norte del ferrocarril en la provincia de Oriente se levantó en la bahía de Nipe en 1905, dando lugar al puerto de Antilla, unido por un ramal desde Alto Cedro a través de Herrera, Cueto y Marcané. Estos eran nuevos pueblos que se iban creando alrededor de la línea de ferrocarril. (Marcané en 1901, Cueto en 1903, Herrera en 1904 y Antilla en 1905). 
El Ferrocarril de Guantánamo se extendió hacia el oeste hasta unirse con la línea del Ferrocarril de Cuba, en 1907, también en San Luis, que se convertiría así en el nodo principal en Oriente, estatus que mantiene hasta la actualidad. Esta línea fomentó nuevas poblaciones en el Valle Central de Oriente y el Valle de Guantánamo, entre ellas: Jutinicú, San Benito del Crucero; El Manguito (hoy Reynaldo Brooks); Sabanilla; El Central Baltony (hoy Los Reynaldos); El Central Ermita (hoy Costa Rica); Cuneira y Carrera Larga. En la dirección opuesta, se construyó en 1907 una línea entre la ciudad de Guantánamo y el puerto de Boquerón en la margen oriental de la Bahía de Guantánamo.

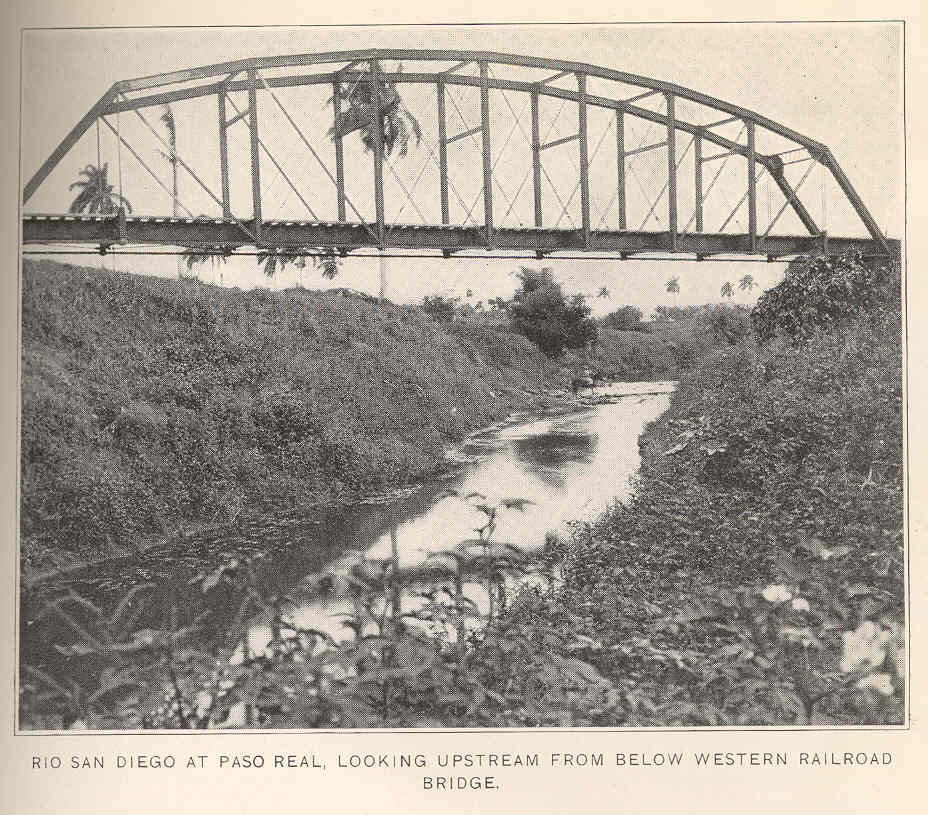
Puente sobre el río San Diego (Pinar del Río) en el Ferrocarril del Oeste

En el occidente y centro también se harían progresos. El Ferrocarril del Oeste alcanzó Guane, en el extremo occidental de la isla en 1908. En La Habana se crearon los ferrocarriles eléctricos suburbanos de Regla-Guanabacoa (1900), La Habana-Guanajay (1906, paralelo a la calzada del oeste) y de La Habana-Güines (1907, a través del Cotorro y San José de las Lajas). Se articuló la llamada Línea Sur de los Ferrocarriles Unidos de La Habana, formada por la línea original La Habana-Güines-Unión de Reyes y su extensión hasta Guareiras, la línea del Ferrocarril de Cárdenas entre Guareiras y Aguada de Pasajeros y la prolongación de la misma para conectar con el Ferrocarril de Cienfuegos a través de Rodas y Cherepa (terminada en 1906), por el ramal del Central Parque Alto (Congojas, Rodas), estableciendo así una conexión alternativa a la línea central entre La Habana y Cienfuegos. 
En la segunda década del siglo continúa la expansión de la red en todo el país. Entre 1912 y 1913 se construyó el ramal de Cifuentes a Esperanza que permitió una conexión más directa entre Sagua La Grande y Santa Clara (a partir de 1972 este ramal sustituyó a la línea principal de Sagua a Santo Domingo cuando la misma quedó sumergida por el Embalse Alacranes). Entre 1910 y 1914, desde Sagua se extendió un nuevo ramal hacia el oeste hasta Corralillo con una conexión a Quemado de Güines concluida en 1917. Este ramal tenía la intención de empalmar con el antiguo Ferrocarril de Júcaro en Itabo, para constituir una nueva línea norte Cárdenas-Sagua, pero nunca llegó a completarse.
El 30 de noviembre de 1912 se inauguró el edificio monumental de la nueva Estación Central de La Habana en los terrenos del Arsenal, junto al puerto, obra del arquitecto norteamericano Kenneth McKenzie Murchison.

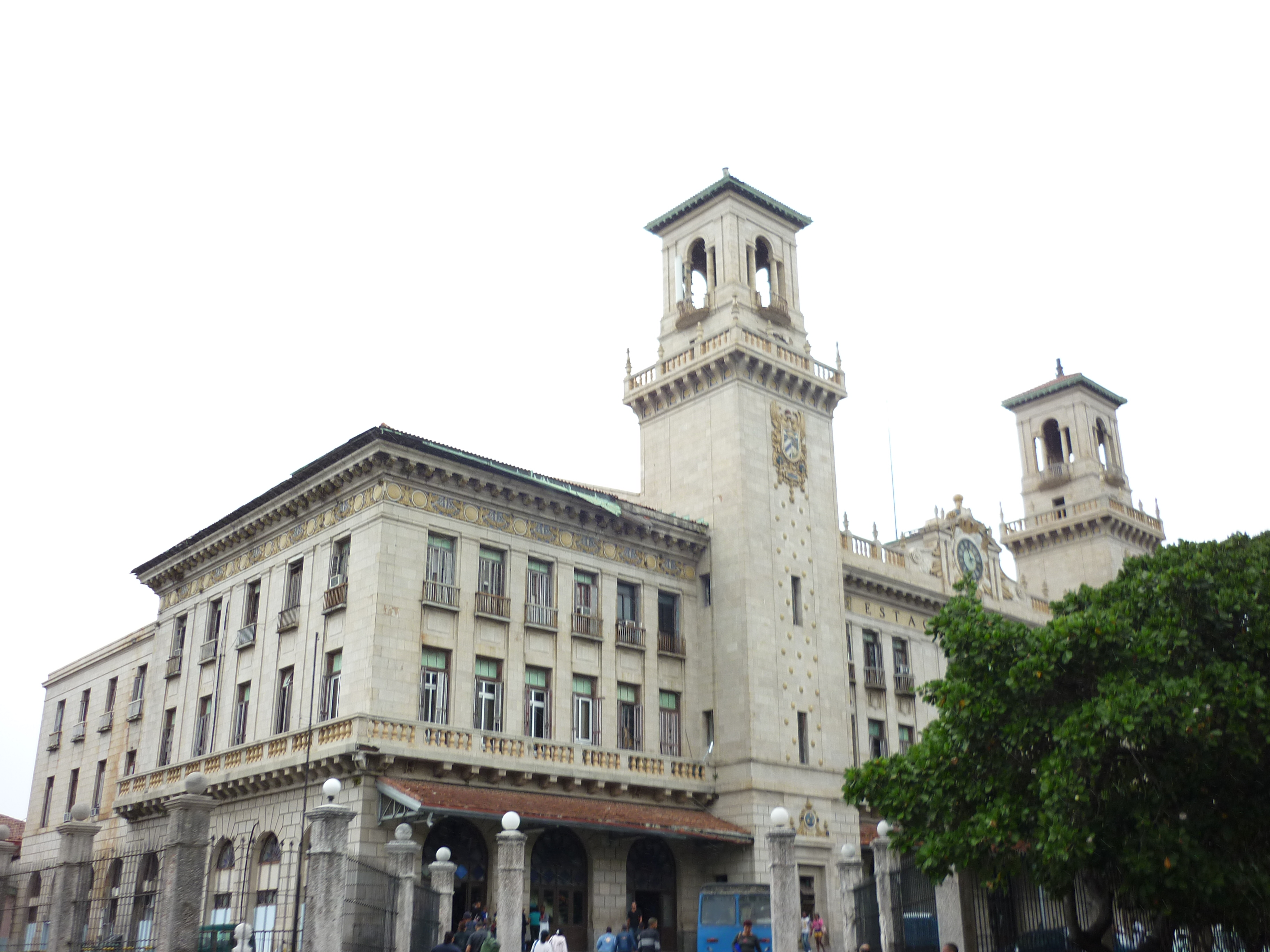
Estación Central de Ferrocarriles en La Habana

Trinidad, finalmente, es unida a la red en 1919 a través de un ramal de 90 km desde Placetas, también impulsado por William Horne, que atravesó el macizo montañoso del Escambray junto al río Agabama y que llegó a poseer el puente más largo en Cuba y uno de los mayores de Latinoamérica, con 52 m sobre el río y 250 m de longitud. Este ramal funcionó hasta 1988 cuando el puente fue derribado por una crecida del río.

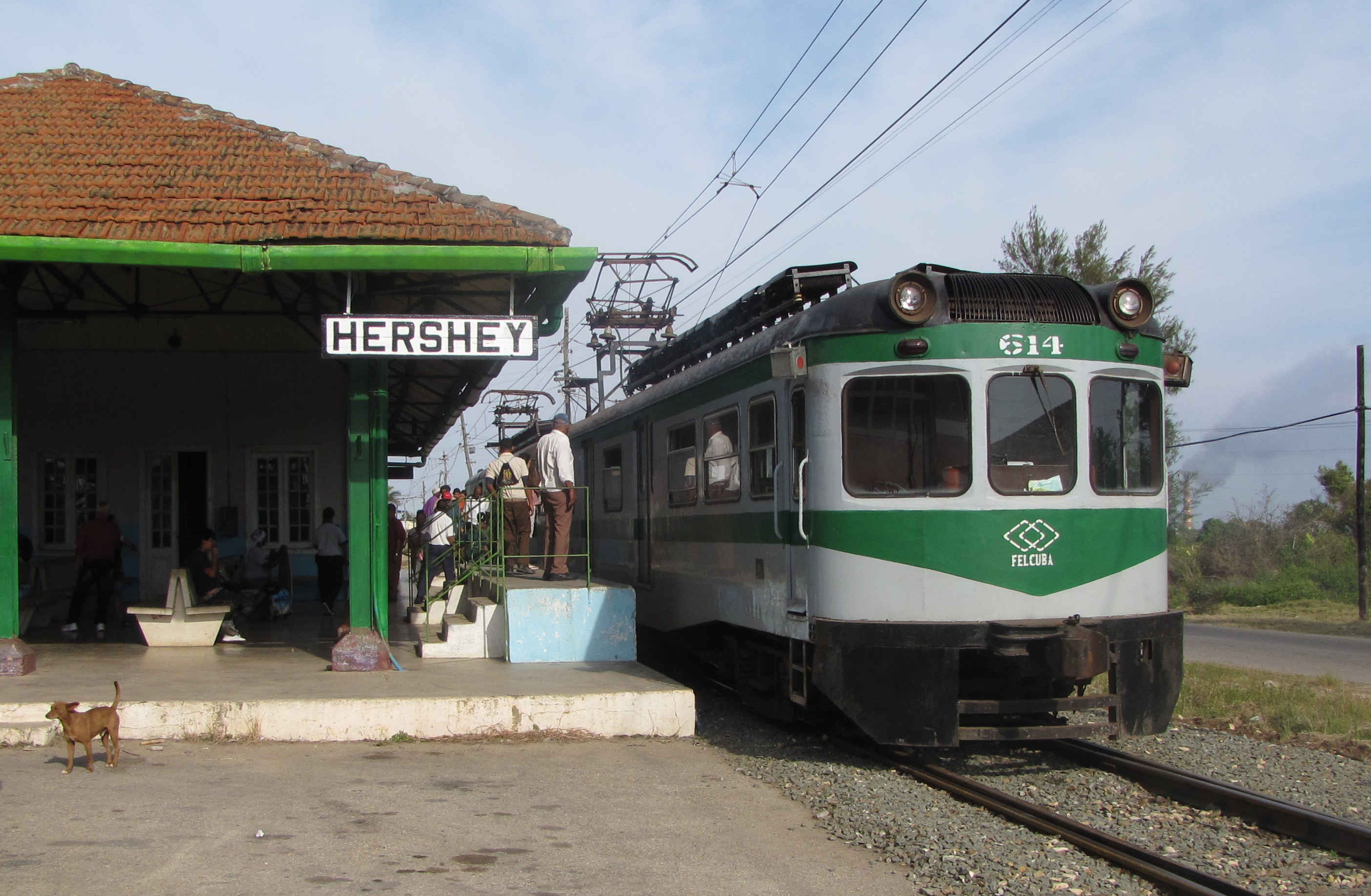
Ferrocarril eléctrico de Hershey en 2010

En 1916 se inicia la construcción de una nueva conexión entre La Habana y Matanzas siguiendo un trayecto cercano a la costa norte. Sería el ferrocarril eléctrico de Hershey, construido por esa empresa norteamericana para dar servicio a sus centrales azucareros y también con una fuerte vocación como medio de transporte público de pasajeros. El Ferrocarril de Hershey abrió la comunicación a una región de geografía escabrosa, poco explotada hasta entonces y se constituyó en un factor vital de desarrollo del municipio de Santa Cruz del Norte. La primera etapa une el Central Hershey con Santa Cruz del Norte y con la línea central en Bainoa, inaugurando el servicio público en 1918. En octubre de 1922 se abre la conexión entre La Habana (Casablanca) y Matanzas (Versalles) en toda su extensión, ya con tracción eléctrica. Se construyeron numerosos ramales alcanzando Cojímar, Guanabo y finalmente, Jaruco, en 1931. En la actualidad es el único ferrocarril eléctrico de Cuba y una atracción turística por el pintoresco paisaje que atraviesa en las alturas de Habana-Matanzas y el Valle de Yumurí.
Las redes ferroviarias que daban servicio a la industria azucarera, para el acarreo de caña y comunicación con los puertos también crecieron considerablemente en la mitad oriental del país. Algunas de ellas alcanzaron centenares de kilómetros, como la de Preston (292 km), Banes (centrales Boston y Tacajó, 228 km) y Chaparra (actual Jesús Menéndez), todas de propiedad norteamericana. 
La red de Banes, expandida a partir del ferrocarril de los hermanos Dumois fue unificada con la red de Preston en 1935 por la United Fruit Company, con un ramal de 10 km entre los centrales Tacajó y Baguanos,  llegando a contar con 542 km. Esta red se conecta con el Ferrocarril de Cuba en Cueto, en el entronque de Deleite y en Herrera. Desde la línea central que se dirige desde Herrera a Preston (actual Guatemala) se construyó posteriormente otro ramal hacia el este para formar las redes que llegan a la zona industrial y puerto de Felton y a la planta de Níquel de Nicaro. 
Otra red azucarera aislada en el norte de Oriente se construyó para dar servicio al Central Tánamo, en Cayo Mambí, a las orillas de la bahía de Sagua de Tánamo. En 1921 se construyó este central el cual contaba con una red férrea de trocha ancha y también de trocha estrecha, diseminada por todo el valle de Levisa y Sagua de Tánamo, donde estaba sembrada la caña de azúcar que lo surtía. Esta red desapareció ya en el siglo XXI al demolerse el Central Frank País.
Muchas de las redes privadas al servicio de la industria azucarera ofrecían también servicio público de transporte de pasajeros. 
El Ferrocarril de Chaparra, construido entre 1900 y 1912, cubrió la región de Puerto Padre, se conectó con el Ferrocarril de Gibara al este, en Velazco en 1905, y en 1920 con la línea central del ferrocarril de Cuba, en Sabanazo, dando acceso así a Puerto Carúpano. Ofrecía una red de 130 km de trocha estrecha para transporte público. En los años 1980 esta red fue reconstruida con el ancho de trocha internacional y conectada a la ciudad de Las Tunas. En esta región, otro ramal, éste hacia el sur de la línea central, se construyó en 1913 desde Santa Lucía al central Francisco (actual municipio de Amancio) y al puerto de Guayabal. El Ferrocarril de Las Tunas (entre Las Tunas y el central Manatí), abierto al servicio público en 1924, también contribuyó a expandir la red en esa región del país.
En 1923 el Ferrocarril de Cuba había concluido un ramal largamente planificado desde Camagüey hasta Santa Cruz del Sur, uniendo así la costa norte y sur de la provincia de Camagüey.

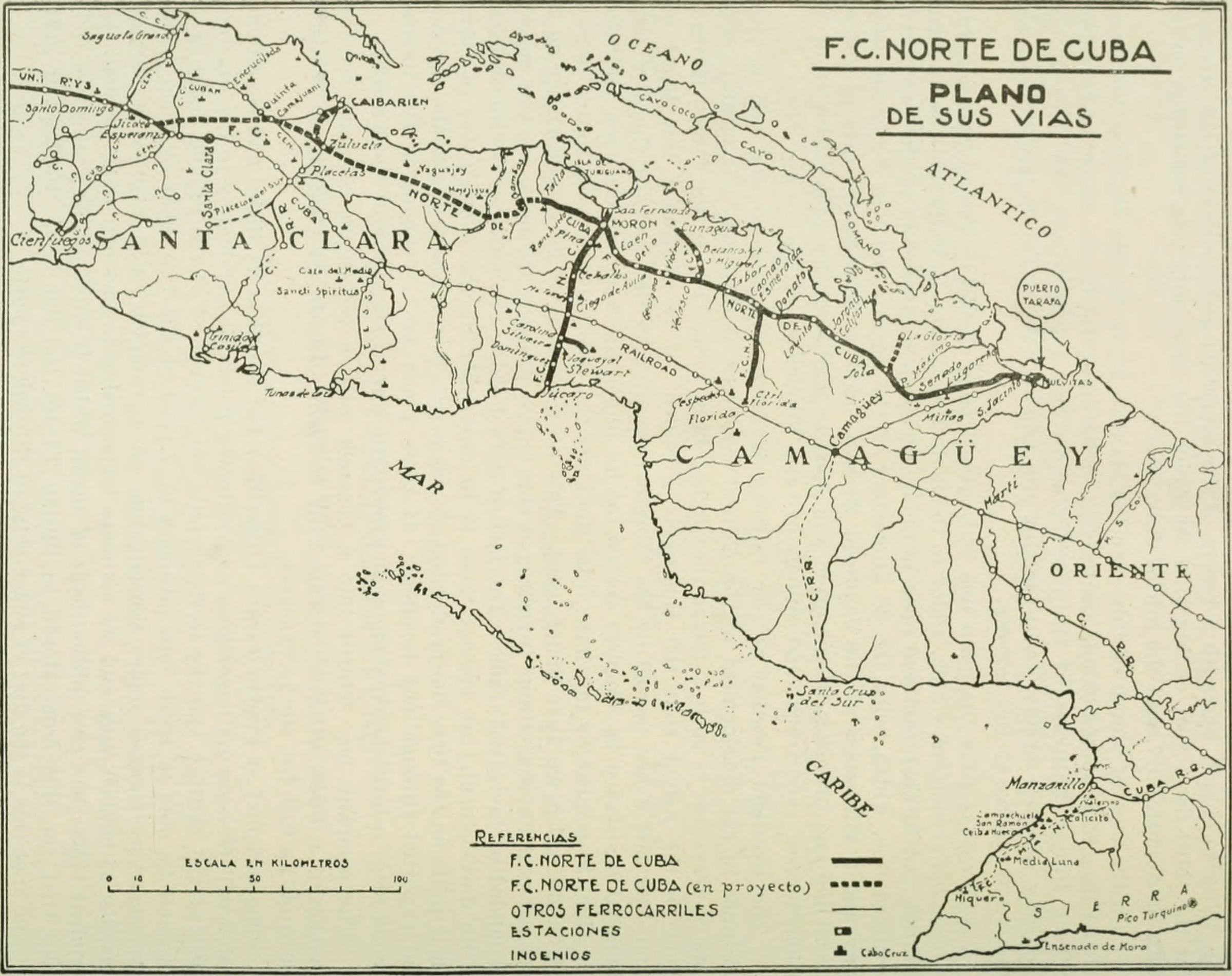
El Ferrocarril del Norte en 1919

El último gran proyecto ferroviario en Cuba fue el Ferrocarril del Norte entre Nuevitas y Santa Clara, impulsado por José Miguel Tarafa, empresario y excoronel del Ejército Libertador. Esta vía proporcionó una alternativa a la línea central en el centro-este del país y contribuyó al poblamiento y explotación azucarera de amplias áreas de la entonces provincia de Camagüey y el noreste de Las Villas. El nodo central de esta red de 330 km es la ciudad de Morón donde se enlaza con el antiguo ferrocarril de la Trocha, adquirido también por esta compañía. Los primeros 40 km entraron en explotación en 1917. Hasta 1919 la línea se extendió desde Nuevitas hasta Chambas, posteriormente, se prolonga hacia el oeste hasta conectar con la línea Placetas-Camajuaní-Caibarién, totalizando 285 km, poniendo así en comunicación Nuevitas con Caibarién, dos importantes puertos de la costa norte. También se construyó en 1918 un ramal entre Woodin (después llamado Esmeralda) y Florida. En 1927, la línea norte se prolongó otros 46 km hacia el oeste hasta alcanzar Santa Clara como terminal occidental, lo cual convertiría a esa ciudad en un nodo de primera importancia de la red nacional. El primer tren directo entre Santa Clara y Nuevitas transitó el 15 de diciembre de 1927.

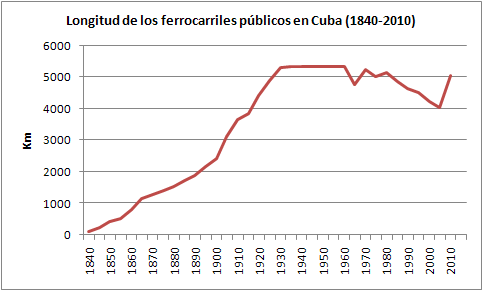
Longitud de las vías férreas públicas en Cuba entre 1840 y 2010

En general, entre 1898 y 1929 las líneas de servicio público aumentaron en un 400 %. En su apogeo en la década del 1930 el ferrocarril cubano contaba con 6012 km de líneas públicas y 8500 km privados (mayormente de la industria azucarera), alcanzando una densidad de 49,62 km de vías por cada 1000 km² de superficie, la mayor densidad en América Latina. Sin embargo, a partir de 1930 apenas se construyeron nuevas líneas, lo cual obedeció a la construcción de la Carretera Central y la creciente competencia del transporte automotor así como al influjo de la crisis económica mundial de la década del 30 y el estancamiento de la industria azucarera.

#### Proceso de consolidación
La competencia desmedida y la irracionalidad del diseño de redes paralelas, junto con la crisis económica condujeron al proceso de fusión de las diferentes compañías ferroviarias. En 1906, los Ferrocarriles Unidos de La Habana (United Railways) absorben el Ferrocarril de Matanzas y al Ferrocarril de Cárdenas y Júcaro. En 1912, esta misma compañía habanera absorbe al Ferrocarril del Oeste (aunque la adquisición no se legaliza por el gobierno cubano hasta 1921) culminando así el proceso de consolidación en las tres provincias occidentales. En 1921 los Ferrocarriles Unidos adquieren al ferrocarril del centro de la isla (Cuban Central Railway) y acaban de legalizar la compra del Ferrocarril del Oeste completando el monopolio de la red ferroviaria de la mitad oeste de Cuba, con 2719 km de vías. Esta empresa permanecía dominada por capital inglés. Sin embargo, en 1953, debido a su difícil situación económica, el gobierno de Fulgencio Batista decide su nacionalización y se crean así la empresa mixta Ferrocarriles Occidentales de Cuba.
En el este de la isla, los Ferrocarriles Consolidados de Cuba (2763 km de vías) se constituyen en 1924 con la fusión del Ferrocarril de Cuba, el Ferrocarril del Norte de Cuba y la Camaguey and Nuevitas Railway Company, bajo capital norteamericano. Esta empresa adsorbió también al ferrocarril espirituano (1927), al de Las Tunas y finalmente, entre 1948 y 1949 adquirió al ferrocarril de Guantánamo. Esta compañía, con oficina central y talleres en Camagüey, dominó la mitad oriental del país con 2295 km de vías públicas.

### Luego del triunfo de la Revolución Cubana

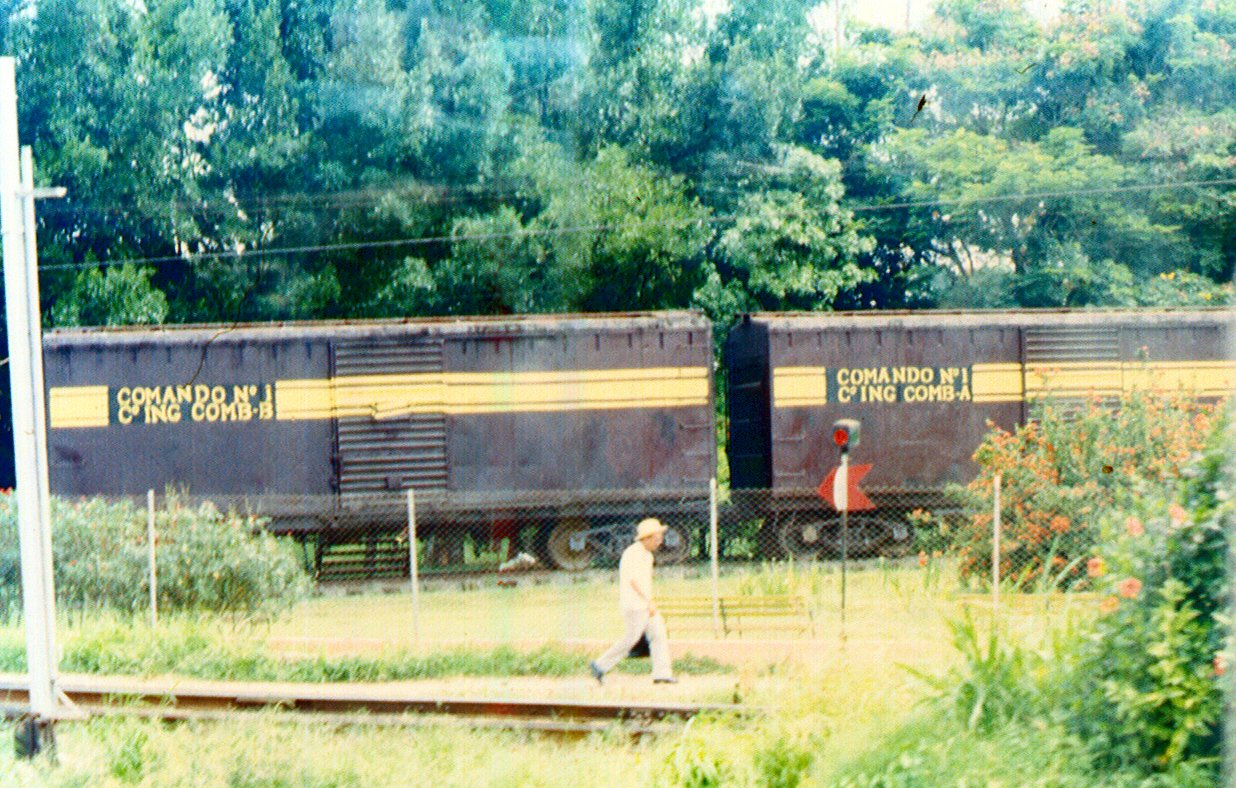
Tren blindado atacado por el Ejército Rebelde bajo el mando de Che Guevara durante la Batalla de Santa Clara en diciembre de 1958.

La destrucción del tren blindado del dictador Fulgencio Batista por parte de los revolucionarios durante la batalla de Santa Clara en diciembre de 1958, es uno de los hitos más importantes de la Revolución Cubana. Después del triunfo de ésta en 1959, el nuevo gobierno encabezado por Fidel Castro nacionalizó los ferrocarriles, creando el 30 de junio de 1961 la Empresa Consolidada de Ferrocarriles Nacionales, que después se convertiría en la Unión de Ferrocarriles de Cuba. Por su parte los ferrocarriles azucareros, aunque también nacionalizados, continuaron siendo operados separadamente por los centrales azucareros, bajo la égida del Ministerio del Azúcar (MINAZ) hasta la desaparición de este organismo en 2010.
Después de 1961, cuando se oficializa el embargo estadounidense contra Cuba (denominado "bloqueo" en Cuba) se hace difícil para el país obtener nuevo material ferroviario y recambios de procedencia norteamericana. No obstante, entre 1963 y 1966, British Rail vendió a la isla locomotoras. Entre 1964 y 1965 se importaron, en total, 80 locomotoras de la URSS, Francia e Inglaterra. Entre 1975 y 1978 se adquieren 320 coches y coches-motores argentinos Fiat-Materfer para los trenes nacionales de larga distancia. Una vez establecido el sistema socialista en la isla, la economía cubana se orienta e integra fundamentalmente con la Unión Soviética y el Bloque del Este Europeo, en el CAME. Ese nuevo estatus económico-comercial le permitiría a la isla adquirir maquinaria ferroviaria en condiciones ventajosas, sin necesariamente tener que pagar en divisas fuertes. Así, se acometen proyectos de remodelación de la red bajo asesoría soviética. En 1972 se elabora el Nuevo Programa de Desarrollo Ferroviario en Cuba.

### Reconstrucción del Ferrocarril Central

Cambios en el trazado de la línea central Habana-Santiago, después de la reconstrucción entre 1974 y 1984 (en rojo fragmentos con cambios).

El proyecto más ambicioso durante la etapa revolucionaria fue la reconstrucción de la línea central entre La Habana y Santiago de Cuba. La obra se inicia en 1974 y quedó concluida en lo fundamental en 1984. Se reconstruyeron 1291 kilómetros de vía, 1888 kilómetros de explanaciones; 229 puentes (incluyendo pasos a dos niveles para casi todas las carreteras), 909 obras de fábrica y todas las estaciones de pasajeros y edificios técnicos, entre La Habana y Santiago de Cuba. El 29 de enero de 1975 se concluyó el primer tramo en Placetas que fuera inaugurado por Fidel Castro operando personalmente una locomotora soviética M-62K. Hacia 1977 se termina la remodelación entre La Habana y Santa Clara. La reconstrucción implicó el cambio y rectificación del trazado de cerca de la tercera parte de los 862 km entre La Habana y Santiago de Cuba, entre ellos los más importantes, de Matanzas a Limonar con un nuevo puente sobre el río Canímar, alrededor de Placetas, entre Guayos y Taguasco en Sancti Spiritus (incluyendo un nuevo puente sobre el Zaza), entre Camagüey y Las Tunas con múltiples rectificaciones, así como, un nuevo trazado de doble vía entre Alto Cedro y Santiago de Cuba. El último tramo de acceso a esa ciudad cambió completamente el trazado original bordeando la ciudad por el norte, para lograr una menor pendiente y se construyó una nueva estación terminal en Santiago. También incluyó una conexión más directa del ramal de Guantánamo al nodo de San Luis, con un nuevo puente sobre el río Guaninicum. 

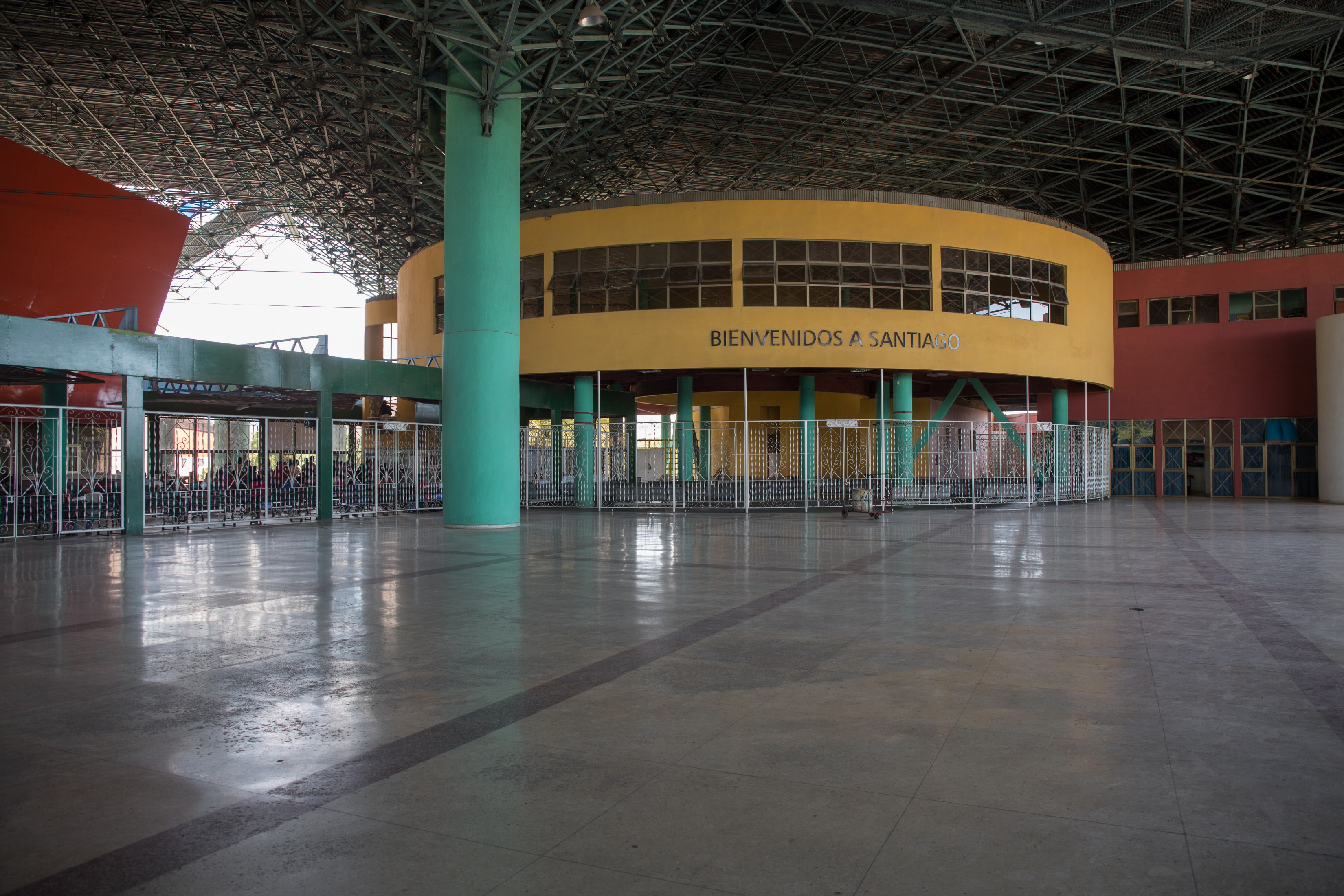
Nueva Estación de Santiago de Cuba

El trazado de la línea férrea fue desviado de los cascos urbanos de las ciudades de Limonar, Jovellanos, Colón, Los Arabos, Santo Domingo, Esperanza, Cabaiguán, Taguasco, San Germán, Alto Cedro, Mella, San Luis, Dos Caminos y El Cristo. La distancia total de la línea se redujo de 862 a 835 km. Se reconstruyeron los nudos y patios ferroviarios de Matanzas (con una nueva estación), de Santa Clara (con una línea circunvalante) y de San Luis en Santiago de Cuba. El radio mínimo de las curvas se elevó a 2000 m y la velocidad de diseño para trenes de pasajeros nacionales se incrementó a 140 km/h. Como parte de esta inversión, se construyó en Placetas una planta para la soldadura de rieles y en San Luis un gran combinado de Talleres Ferroviarios. La mayor parte de la línea es de vía sencilla, con un tramo de doble vía de 75 km entre Alto Cedro y Santiago de Cuba y tramos dobles más pequeños en los accesos a las ciudades principales.

### Museos del Ferrocarril

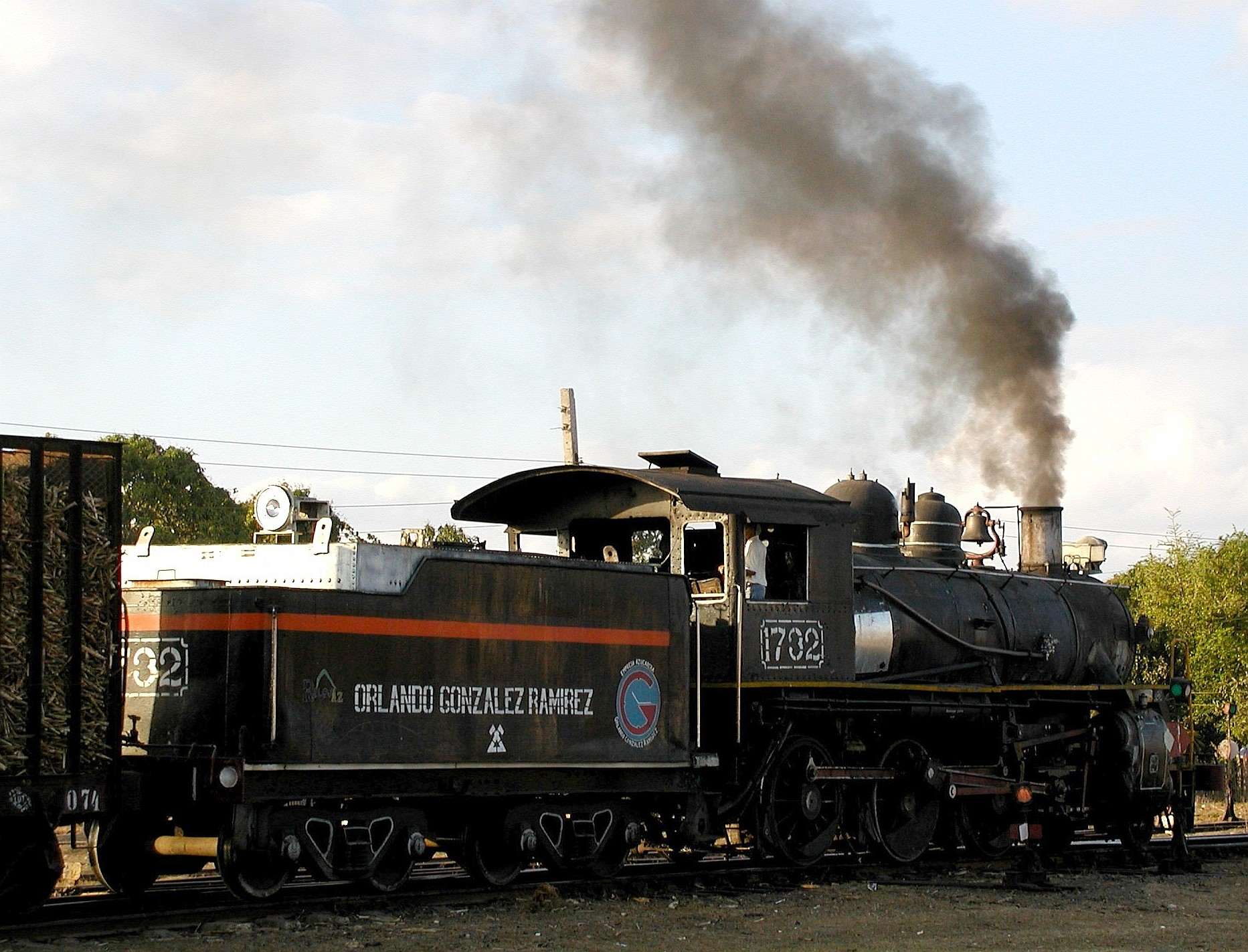
Locomotora de vapor en Cuba, arrastrando vagones con caña de azúcar, en 2004.

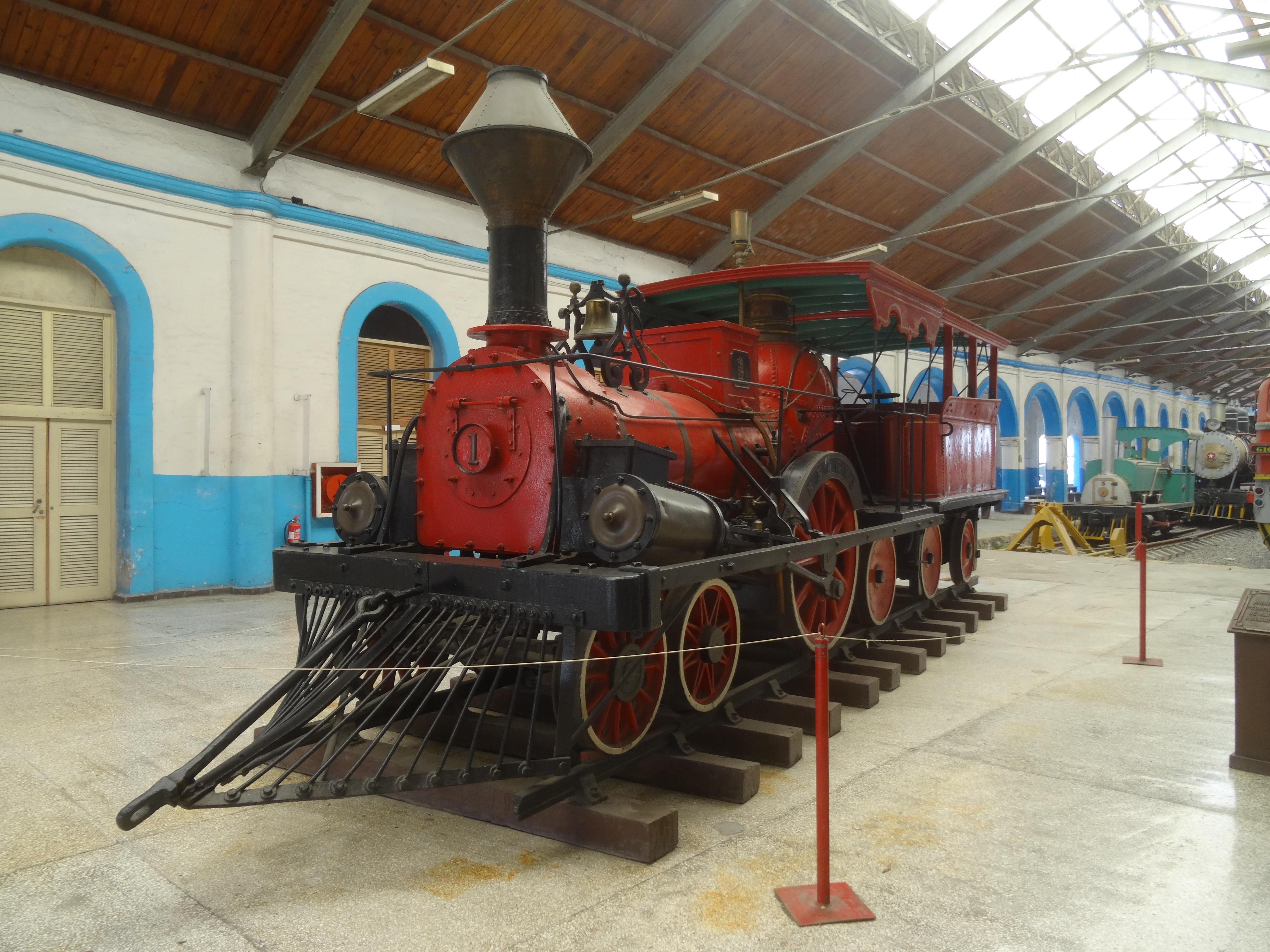
Locomotora de Vapor la Junta (1843, Ferrocarril de Matanzas)

El 19 de noviembre de 2002, quedó inaugurado el Museo del Ferrocarril de Cuba en La Habana, en la Estación de Cristina, antigua terminal del Ferrocarril Oeste. El museo muestra una impresionante colección de locomotoras de vapor, entre ellas la más antigua de Cuba, “La Junta”, la cual condujo el primer convoy de Matanzas a Guanábana el 1 de noviembre de 1843. El patrimonio ferroviario cubano cuenta con 36 locomotoras de vapor centenarias, fabricadas en el siglo XIX y primera década del XIX, 35 de ellas son de fabricación norteamericana. Muchas de ellas se encuentran en exhibición en el referido museo o en el parque junto a la Estación Central y en otros lugares de La Habana Vieja. Con la demolición de numerosos centrales azucareros en la década del 2000-2010, algunos de ellos se convierten en museos que exhiben entre sus piezas equipamiento ferroviario de inicio del siglo XX. Con fines turísticos funcionan paseos en trenes movidos por vapor en Cárdenas, Holguín (Rafael Freyre), Trinidad y La Habana (Parque Lenin). Otro pequeño museo funciona en la Estación de Bejucal, correspondiente al primer ferrocarril cubano. En 2018 se construye un nuevo Museo del Ferrocarril en el antiguo edificio de la Estación de Camagüey y su paseo aledaño, el parque Van Horne.

## Actualidad

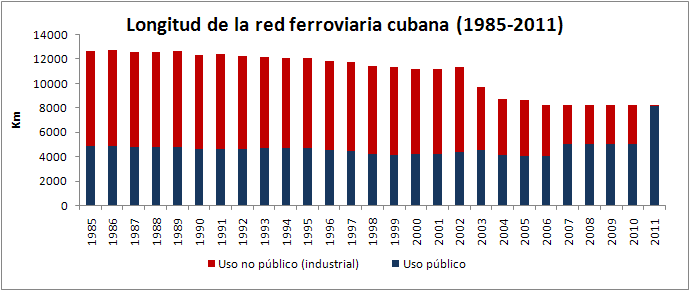
Longitud de la red de Ferrocarriles de Cuba entre 1985 y 2011. El declive entre 2004 y 2006 se debe al cierre y demolición de centrales azucareros. En 2011 todos los ferrocarriles que servían a la industria azucarera pasan a ser parte de la Unión de Ferrocarriles de Cuba, de uso público.

Con la desintegración de la URSS en 1991 y el colapso del campo socialista la economía cubana entra en una grave crisis, llamada en Cuba “Período Especial”, la cual tuvo también serias consecuencias para el transporte ferroviario. También, entre 2002 y 2006, con el cierre y la demolición de más de la mitad de los centrales azucareros del país, la red ferroviaria que atendía éstos, se redujo considerablemente. No obstante, el gobierno realiza ingentes esfuerzos por preservar y recuperar el ferrocarril, en particular, a partir de 2009 y 2010.

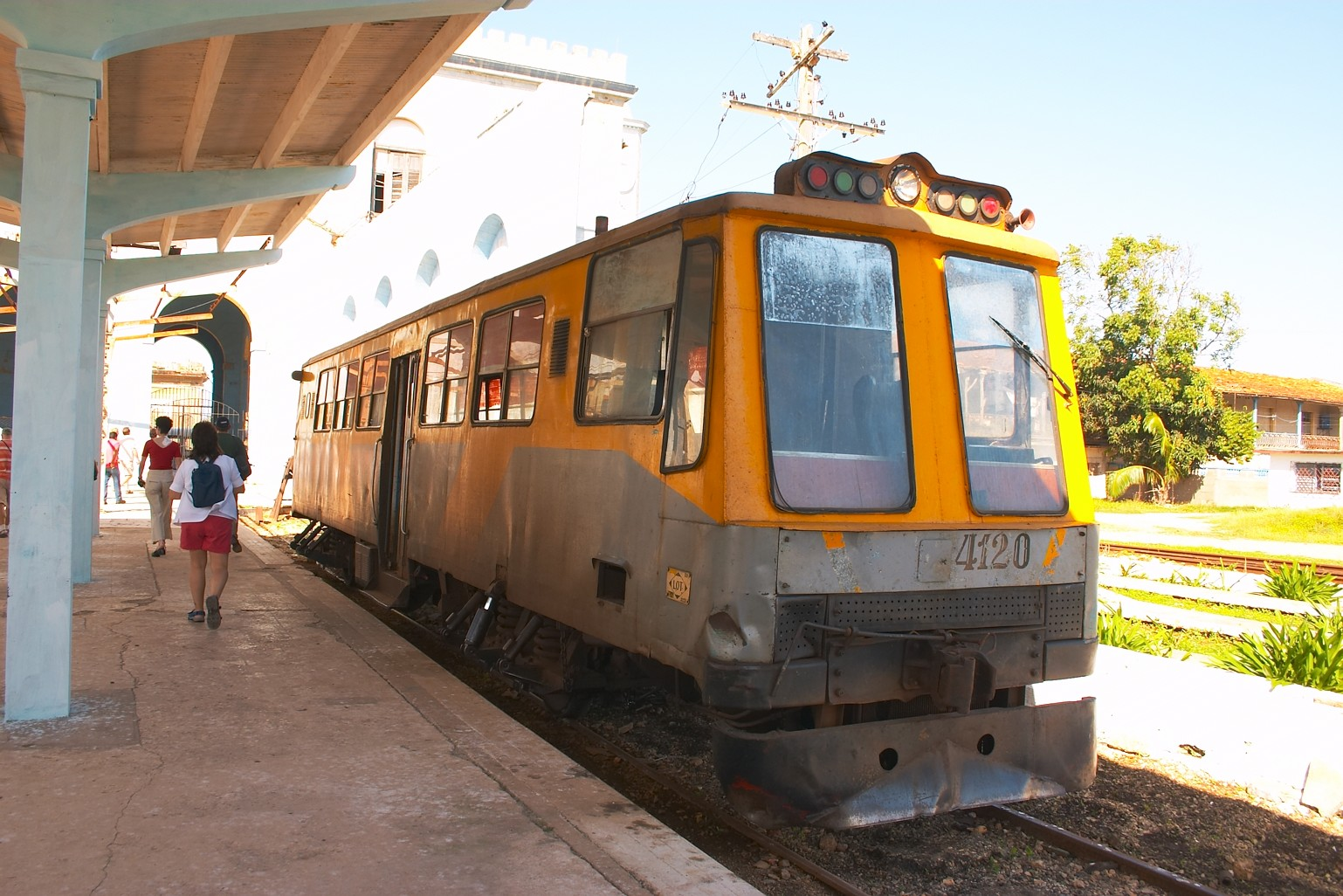
Coche-motor para transporte intermunicipal en Cárdenas, Matanzas, en 2006

Desde el año 2000, se han estado adquiriendo locomotoras y vagones provenientes de Francia (SNCF), Alemania, Canadá (5 locomotoras del tipo RSC18), España y México. El 25 de septiembre de 2007, en el marco de la alianza entre los gobiernos de Hugo Chávez y Raúl Castro, los inversores del Banco de Venezuela para el Desarrollo Socioeconómico (BANDES) llegaron a un acuerdo con Cuba para invertir 100 millones de dólares para realizar mejoras y reparaciones en la infraestructura de la red ferroviaria de la isla. El parque del ferrocarril eléctrico de Hershey se renovó con 9 coche-motores eléctricos adquiridos a los Ferrocarrils de la Generalitat de Catalunya (FGC), la red ferroviaria del gobierno catalán. China se ha convertido en uno de los principales proveedores de equipamiento ferroviario para Cuba. En 2006, Cuba recibió 12 nuevas locomotoras chinas del tipo DF7G-C de 2500 HP /1864,3 kW.

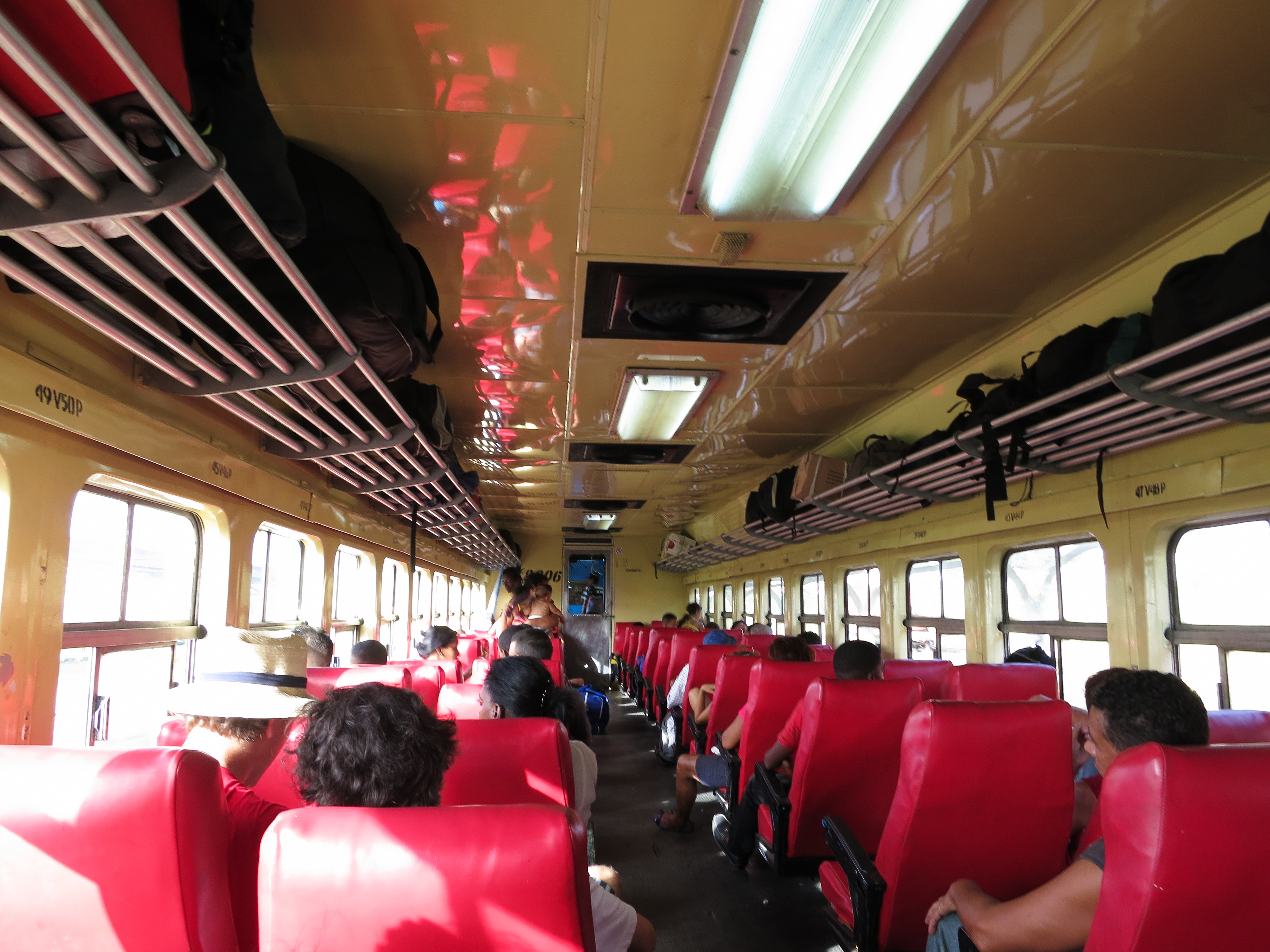
Interior de un tren nacional del servicio regular de larga distancia en 2012

Entre 2010 y 2011 se realizan reparaciones capitales en tramos de la vía central, la de Cienfuegos-Santa Clara y otros ramales, empleando equipamiento adquirido en China. Se espera recuperar la velocidad de diseño en la línea central y elevar la velocidad media de los trenes nacionales de pasajeros a 100 km/h. Se reanima también el servicio de ferrocarril suburbano de La Habana. En el 2010 el Ministerio del Transporte destinó el 69 % de sus inversiones al ferrocarril, incluyendo la compra de coches de pasajeros, vagones de carga, silos de cemento y la implantación de un nuevo sistema de telecomunicaciones inalámbricas.
En 2011, con la abolición del Ministerio del Azúcar, se decide la unificación de los ferrocarriles azucareros (considerado anteriormente de uso no público) en la Unión de Ferrocarriles de Cuba. Con la crisis y contracción de la industria azucarera en Cuba se cierran más de la mitad de los centrales azucareros y son abandonadas o demolidas sus líneas férreas. No obstante, en 2021 subsisten aún un número importante de redes azucareras, entre ellas las de mayor extensión: la red conjunta de los centrales Fernando de Dios (Tacajó) y López Peña (Báguanos), heredera del ferrocarril de Banes-Preston; red del central Urbano Noris; red de los centrales Dos Ríos y Julio Antonio Mella en el valle superior del Cauto; central Antonio Guiteras (antiguo ferrocarril de Chaparra); central Majibacoa; centrales Colombia (Elia) y Amancio Rodríguez (Francisco); central Grito de Yara; centrales Panamá y Batalla de las Guásimas en Vertientes; centrales Ignacio Agramonte; Argentina y Céspedes en la región de Florida; central Ciro Redondo (Pina); central Enrique José Varona (Adelaida); central Primero de Enero (Violeta); central Ecuador (Baraguá); central Uruguay en Jatibonico; centrales Perucho Figueredo y Abel Santamaría en Encrucijada; centrales George Washington y Carlos Baliño en Santo Domingo; central 5 de Septiembre en Rodas, centrales Mario Muñoz Monroy y México en Los Arabos y Colón; central Boris Luis Santa Coloma en Madruga y central 30 de Noviembre en San Cristóbal. 

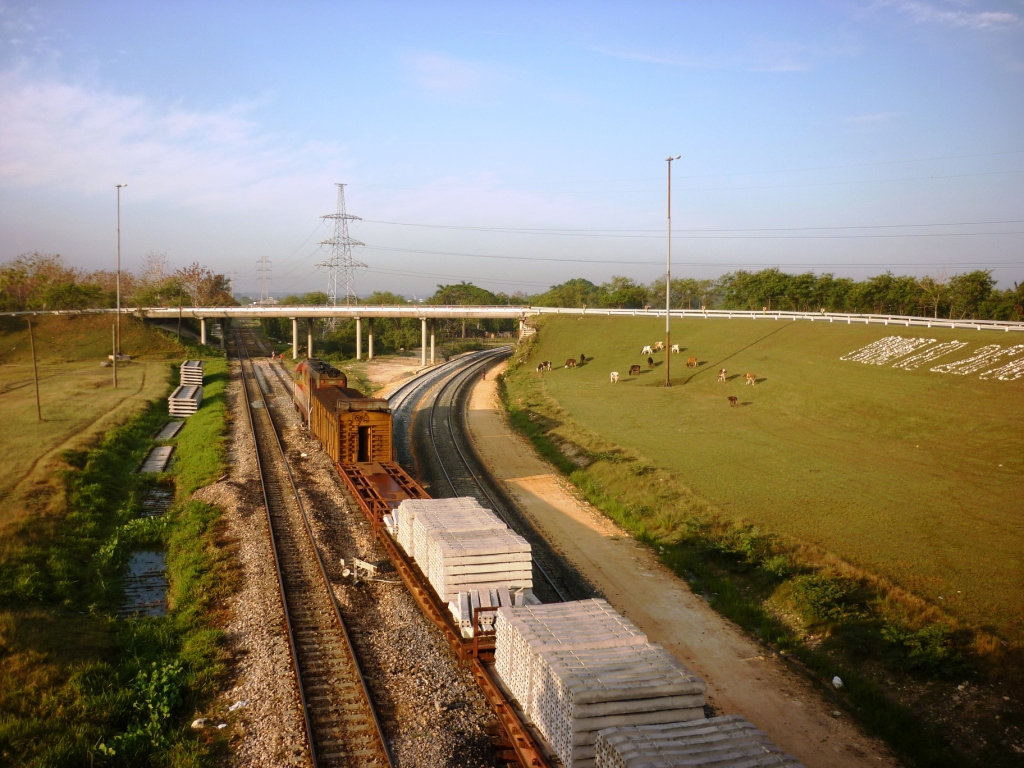
Nuevo ferrocarril de La Habana al puerto de Mariel. Entronque con la Línea Sur, bajo el paso elevado de 100 y Boyeros, estación Almendares

En el 2014 se concluye un nuevo gran proyecto, el ferrocarril de La Habana al nuevo puerto de contenedores de Mariel. La obra había sido iniciada en los 1980 y detenida en los 1990 debido al Período Especial. La vía sigue el trazado del antiguo Ferrocarril de Guanajay, aunque apartándose del casco urbano entre las estaciones de El Cano y Almendares en La Habana y en Bauta y Guanajay. Bordea Bauta y atraviesa Caimito, y se bifurca en Guanajay con un ramal hacia el suroeste que alcanza la ciudad de Artemisa, capital provincial, donde entronca con el Ferrocarril del Oeste. La vía principal continúa hasta el puerto de contenedores de Mariel en la margen occidental de dicha bahía. El trayecto completo, 55 km de vía principal, más 16 km del ramal Artemisa, es de doble vía. La nueva vía se emplea tanto para transporte de carga como de pasajeros hasta la terminal multimodal de Angosta y permitió incorporar el puerto de Mariel a la red ferroviaria nacional, el único de los 6 puertos de primer nivel del país que no había sido conectado anteriormente. En 2021 se crea una compañía separada de la UFC, la sociedad mercantil Ferromar SA de capital 100 % cubano, que tiene como objeto la transportación ferroviaria de cargas y pasajeros, así como la reparación, mantenimiento y conservación de la infraestructura y equipos ferroviarios del Ferrocarril del Mariel.
En septiembre de 2017 se llegó a un acuerdo con la compañía estatal de ferrocarriles RZD en el cual asumirá el proyecto integral que incluye la modernización de la línea central entre La Habana y Santiago de Cuba, la vía entre las ciudades centrales Santa Clara y Cienfuegos, y el nudo ferroviario que da acceso a la capital.